# Спектакли национального академического драматического театра им. Ивана Франко
Репертуар Национального академического драматического театра им. Ивана Франко с момента основания до настоящего времени (представлены в табличном варианте)
| Премьера         | Название                                                                        | Драматург | Постановка                                                                                           | Художник                                                        | Актёры и роли | Комментарии |
| ---------------- | ------------------------------------------------------------------------------- | --- | --- | --------------------------------------------------------------- | --- | --- |
| 1920 28 января   | Грех                                                                            | Винниченко, Владимир Кириллович                                                                                | Юра, Гнат Петрович                                                                                   | Драк, Матвей Ильич                                              | Г. Юра (Сталинский), А. Ватуля (Сердчук, отец Михася) | Первый спектакль театра в Виннице                                                                                                  |
| 1920 февраль     | Суета                                                                           | Карпенко-Карый, Иван Карпович                                                                                  | Юра, Гнат Петрович                                                                                   | Драк, Матвей Ильич                                              | Г. Юра (Терешко Сурьма) | |
| 1920 14 февраля  | Обязан                                                                          | Черкасенко, Спиридон Феодосиевич                                                                               | Юра, Гнат Петрович                                                                                   | Драк, Матвей Ильич                                              | | |
| 1920 28 февраля  | Молодость                                                                       | Хальбе, Макс                                                                                                   | Юра, Гнат Петрович                                                                                   | Драк, Матвей Ильич                                              | | |
| 1920 10 марта    | Иван Гус Большое подземелье Лилия Сон Завещание (живая картина)                 | Шевченко, Тарас Григорьевич                                                                                    | Юра, Гнат Петрович Бучма, Амвросий Максимилианович                                                   | Драк, Матвей Ильич                                              | | |
| 1920 16 марта    | Потонувший колокол                                                              | Гауптман, Герхарт                                                                                              | Юра, Гнат Петрович                                                                                   | Драк, Матвей Ильич                                              | | |
| 1920 март        | Молодая кровь                                                                   | Винниченко, Владимир Кириллович                                                                                | Юра, Гнат Петрович                                                                                   | Драк, Матвей Ильич                                              | | |
| 1920 март        | Базар                                                                           | Винниченко, Владимир Кириллович                                                                                | Юра, Гнат Петрович                                                                                   | Драк, Матвей Ильич                                              | | |
| 1920 апрель      | Свадьба Фигаро                                                                  | Бомарше, Пьер Огюстен Карон де                                                                                 | Юра, Гнат Петрович                                                                                   | Драк, Матвей Ильич                                              | Г. Юра (Фигаро), О. Рубчаковна (Сюзанна), К. Коханова (Марселина), М. Пилипенко (Бартоло), К. Кошевский (граф), В. Сокирко (дон Базилио), Ф. Барвинская (Керубино) | Перевод Гната Юры |
| 1920 май         | Чёрная пантера и белый медведь                                                  | Винниченко, Владимир Кириллович                                                                                | Юра, Гнат Петрович                                                                                   | Драк, Матвей Ильич                                              | | |
| 1920 май         | Панна Мара                                                                      | Винниченко, Владимир Кириллович                                                                                | Юра, Гнат Петрович                                                                                   | Драк, Матвей Ильич                                              | | |
| 1920 4 июня      | Гибель «Надежды»                                                                | Хейерманс, Герман                                                                                              | Бучма, Амвросий Максимилианович                                                                      | Драк, Матвей Ильич                                              | | |
| 1920 20 августа  | Вечер политической мысли («Амнистия» («Праздник»), «Обязан», «Куда ветер веет») | Гейерманс Г., Черкасенко, Спиридон Феодосиевич, Васильченко, Степан Васильевич                                 | Юра, Гнат Петрович                                                                                   | Драк, Матвей Ильич                                              | | |
| 1920 25 августа  | Огни Ивановой ночи                                                              | Зудерман, Герман                                                                                               | Семдор, Семён Зиновьевич                                                                             | Драк, Матвей Ильич                                              | | Перевод с немецкого Насти Гринченко                                                                                                |
| 1920 6 сентября  | На дне                                                                          | Горький, Максим                                                                                                | Юра, Гнат Петрович                                                                                   | Драк, Матвей Ильич                                              | Г. Юра (Лука) | |
| 1920 14 сентября | На первое гулянье Куда ветер веет                                               | Васильченко, Степан Васильевич                                                                                 | Юра, Гнат Петрович                                                                                   | Драк, Матвей Ильич                                              | | |
| 1920 18 сентября | Осень Танец жизни                                                               | Олесь, Александр                                                                                               | Юра, Гнат Петрович Семдор, Семён Зиновьевич                                                          | Драк, Матвей Ильич                                              | | |
| 1920 сентябрь    | Комедия о мужчине, который редактировал сельскохозяйственную газету             | Твен Марк | Бучма, Амвросий Максимилианович                                                                      | Драк, Матвей Ильич                                              | | |
| 1920 10 октября  | Бунтари                                                                         | Мирбо, Октав                                                                                                   | Юра, Гнат Петрович                                                                                   | Драк, Матвей Ильич                                              | | |
| 1920 14 октября  | Ревизор                                                                         | Гоголь, Николай Васильевич                                                                                     | Семдор, Семён Зиновьевич                                                                             | Шпинель, Иосиф Аронович                                         | | |
| 1920 24 октября  | Пан                                                                             | Ван Лерберг, Шарль                                                                                             | Юра, Гнат Петрович                                                                                   | Шпинель, Иосиф Аронович                                         | | |
| 1920 18 ноября   | Чёрт и трактирщица                                                              | Кшивашевский В.                                                                                                | Васильев В.                                                                                          | Драк, Матвей Ильич                                              | | |
| 1920 3 декабря   | Житейское море                                                                  | Карпенко-Карый, Иван Карпович                                                                                  | Юра, Гнат Петрович                                                                                   | Драк, Матвей Ильич                                              | | |
| 1920 17 декабря  | Самсон и Далила                                                                 | Ланге С. | Юра, Гнат Петрович                                                                                   | Драк, Матвей Ильич                                              | | |
| 1920 28 декабря  | Йола                                                                            | Жулавский, Ежи                                                                                                 | Юра, Гнат Петрович                                                                                   | Шпинель, Иосиф Аронович                                         | А. Ватуля (граф Куно), П. Самийленко (Йола), О. Рубчаковна (Гено) | Перевод с польского Л. Курбаса |
| 1921 28 января   | Похороны                                                                        | Франко, Иван Яковлевич                                                                                         | Юра, Гнат Петрович                                                                                   | Драк, Матвей Ильич                                              | | |
| 1921 1 февраля   | Уриэль Акоста                                                                   | Гуцков, Карл Фердинанд                                                                                         | Семдор, Семён Зиновьевич                                                                             | Шпинель, Иосиф Аронович                                         | К. Кошевский (лекарь де Сильва), А. Скибенко (Бен Акиба) | |
| 1921 февраль     | Лекарь поневоле + Жеманницы                                                     | Мольер | Васильев В.                                                                                          | Драк, Матвей Ильич                                              | | |
| 1921 2 марта     | Гайдамаки                                                                       | Шевченко, Тарас Григорьевич                                                                                    | Юра, Гнат Петрович                                                                                   | Шпинель, Иосиф Аронович                                         | М. Пилипенко (Еврей), К. Блакытный (Ярема), Ожеговская (жидовка) | |
| 1921 10 марта    | Герцогиня Падуанская                                                            | Уайльд, Оскар                                                                                                  | Юра, Гнат Петрович                                                                                   | Шпинель, Иосиф Аронович                                         | | |
| 1921 апрель      | Мирандолина                                                                     | Гольдони, Карло                                                                                                | Бучма, Амвросий Максимилианович                                                                      | Шпинель, Иосиф Аронович                                         | | |
| 1921 апрель      | Ложь                                                                            | Винниченко, Владимир Кириллович                                                                                | Юра, Гнат Петрович                                                                                   | Драк, Матвей Ильич                                              | | |
| 1921 октябрь     | Царь Эдип                                                                       | Софокл | Юра, Гнат Петрович                                                                                   | Шпинель, Иосиф Аронович                                         | О. Горская (Иокаста) | Перевод с греческого И. Франко |
| 1921 октябрь     | Пригвождённые                                                                   | Винниченко, Владимир Кириллович                                                                                | Юра, Гнат Петрович                                                                                   | Драк, Матвей Ильич                                              | | |
| 1921 ноябрь      | Северные богатыри                                                               | Ибсен, Генрик                                                                                                  | Бучма, Амвросий Максимилианович                                                                      | Шпинель, Иосиф Аронович                                         | | |
| 1921 ноябрь      | Тартюф                                                                          | Мольер | Васильев В.                                                                                          | Драк, Матвей Ильич                                              | | |
| 1922 май         | Мысль                                                                           | Андреев, Леонид Николаевич                                                                                     | Юра, Гнат Петрович                                                                                   | Драк, Матвей Ильич                                              | | |
| 1922 17 августа  | Привидения                                                                      | Ибсен, Генрик                                                                                                  | Юра, Гнат Петрович                                                                                   | Драк, Матвей Ильич                                              | | |
| 1922 9 сентября  | Роман                                                                           | Шелдон Эдвард                                                                                                  | Васильев В.                                                                                          | Драк, Матвей Ильич                                              | | |
| 1922 5 октября   | Солнце безвременья                                                              | Пачовский, Василий Николаевич                                                                                  | Юра, Гнат Петрович                                                                                   | Драк, Матвей Ильич                                              | | |
| 1922 12 октября  | Самое главное                                                                   | Евреинов, Николай Николаевич                                                                                   | Василько, Василий Степанович                                                                         | Драк, Матвей Ильич                                              | | |
| 1922 21 октября  | Лже-Мессия                                                                      | Жулавский, Ежи                                                                                                 | Юра, Гнат Петрович                                                                                   | Драк, Матвей Ильич                                              | | |
| 1922 ноябрь      | Лесная песня                                                                    | Украинка, Леся                                                                                                 | Коханенко, Евгений Теодорович                                                                        | Драк, Матвей Ильич                                              | | |
| 1922 ноябрь      | Сатана                                                                          | Гордин, Яков Михайлович                                                                                        | Коханенко, Евгений Теодорович                                                                        | Драк, Матвей Ильич                                              | | |
| 1922 ноябрь      | Женитьба                                                                        | Гоголь, Николай Васильевич                                                                                     | Василько, Василий Степанович                                                                         | Драк, Матвей Ильич                                              | | |
| 1922 20 декабря  | Лорензаччо                                                                      | Мюссе, Альфред де                                                                                              | Юра, Гнат Петрович                                                                                   | Драк, Матвей Ильич                                              | | |
| 1922 декабрь     | Огни Ивановой ночи                                                              | Зудерман, Герман                                                                                               | Бучма, Амвросий Максимилианович                                                                      | Драк, Матвей Ильич                                              | | |
| 1922 декабрь     | Сватанье царя Латина                                                            | Старицкая-Черняховская, Людмила Михайловна                                                                     | Юра, Гнат Петрович                                                                                   | Драк, Матвей Ильич                                              | | |
| 1923 12 января   | Фуэнте овехуна                                                                  | Вега, Лопе де                                                                                                  | Юра, Гнат Петрович                                                                                   | Драк, Матвей Ильич (2-й вариант Цапок, Георгий Антонович)       | | |
| 1923 январь      | Монна Ванна                                                                     | Метерлинк, Морис                                                                                               | Коханенко, Евгений Теодорович                                                                        | Драк, Матвей Ильич                                              | | |
| 1923 октябрь     | Парижская Коммуна                                                               | Клодель Ж. | Юра, Гнат Петрович                                                                                   |                                                                 | | |
| 1923 7 ноября    | Эуген Несчастный                                                                | Толлер, Эрнст                                                                                                  | Юра, Гнат Петрович                                                                                   | Магнер Ю.                                                       | | |
| 1924 5 января    | Иуда                                                                            | Мюзам, Эрих | Юра, Гнат Петрович                                                                                   | Магнер Ю.                                                       | | |
| 1924 29 января   | Лесная песня                                                                    | Украинка, Леся                                                                                                 | Коханенко, Евгений Теодорович                                                                        | Драк, Матвей Ильич                                              | Ф. Барвинская (Мавка), Т. Терниченко (Лукаш), С. Лийсар (Килина), О. Рубчаковна (Русалка водяная), К. Кошевский (Перелесник) | |
| 1924 9 февраля   | Красные солдаты                                                                 | Виттфогель, Карл                                                                                               | Семдор, Семён Зиновьевич                                                                             | Магнер Ю.                                                       | | |
| 1924 13 февраля  | Ревизор                                                                         | Гоголь, Николай Васильевич                                                                                     | Юра, Гнат Петрович                                                                                   | Магнер Ю.                                                       | | |
| 1924 18 марта    | Шлак                                                                            | Лазурин, Соломон Моисеевич                                                                                     | Коханенко, Евгений Теодорович                                                                        | Магнер Ю.                                                       | | |
| 1924 7 ноября    | Поджигатели                                                                     | Луначарский, Анатолий Васильевич                                                                               | Глаголин, Борис Сергеевич                                                                            | Драк, Матвей Ильич                                              | | Впервые в истории театра было использовано кино как вспомогательный элемент                                                        |
| 1924 8 ноября    | 97                                                                              | Кулиш, Николай Гуриевич                                                                                        | Юра, Гнат Петрович                                                                                   | Драк, Матвей Ильич                                              | Г. Юра (Мусий Копыстка), В. Лукашевич (Орина), Т. Юра (Гиря) | |
| 1924 22 ноября   | Святая Иоанна                                                                   | Шоу, Джордж Бернард                                                                                            | Глаголин, Борис Сергеевич                                                                            | Драк, Матвей Ильич                                              | В. Маслюченко (Иоанна) Г. Юра (Карл VII), Юра-Юрский (Патер) | |
| 1924 5 декабря   | Собака на сене                                                                  | Вега, Лопе де                                                                                                  | Глаголин, Борис Сергеевич                                                                            | Драк, Матвей Ильич                                              | В. Варецкая (Диана) | |
| 1924 20 декабря  | Волчья стая («Кража»)                                                           | Лондон Джек | Юра, Гнат Петрович                                                                                   | Драк, Матвей Ильич                                              | | |
| 1925 20 февраля  | Моб                                                                             | Синклер, Эптон Билл                                                                                            | Глаголин, Борис Сергеевич                                                                            | Хвостов О.                                                      | К. Кошевский (Христос), П. Михневич (мистер Уигс) | |
| 1925 31 марта    | Вий                                                                             | Гоголь, Николай Васильевич                                                                                     | Юра, Гнат Петрович                                                                                   | Петрицкий, Анатолий Галактионович                               | | Пьеса Остапа Вишни. Этот спектакль открыл работу театра 30 сентября 1926 года на сцене бывшего театра «Соловцов» (Киев)            |
| 1925 2 апреля    | Воздушный пирог                                                                 | Ромашов, Борис Сергеевич                                                                                       | Глаголин, Борис Сергеевич                                                                            | Петрицкий, Анатолий Галактионович                               | | |
| 1925 8 апреля    | Ревизор                                                                         | Гоголь, Николай Васильевич                                                                                     | Василько, Василий Степанович                                                                         | Драк, Матвей Ильич                                              | | |
| 1925 8 апреля    | Коммуна в степях                                                                | Кулиш, Николай Гуриевич                                                                                        | Юра, Гнат Петрович                                                                                   | Драк, Матвей Ильич                                              | | |
| 1925 2 декабря   | Коронный вор                                                                    | Бергстедт, Харальд                                                                                             | Юра, Гнат Петрович                                                                                   | Драк, Матвей Ильич                                              | Т. Юра (Франц) | |
| 1925 15 декабря  | Каменный властелин                                                              | Украинка, Леся                                                                                                 | Юра, Гнат Петрович                                                                                   | Комарденков, Василий Петрович                                   | В. Петипа (Дон Жуан), И. Марьяненко (Командор), В. Варецкая (донна Анна), М. Пилипенко (Сганарель) | |
| 1925 20 декабря  | Фата Моргана                                                                    | Коцюбинский, Михаил Михайлович                                                                                 | Юра, Гнат Петрович Кошевский, Константин Петрович                                                    | Драк, Матвей Ильич                                              | | |
| 1926 22 января   | Мандат                                                                          | Эрдман, Николай Робертович                                                                                     | Глаголин, Борис Сергеевич                                                                            | Петрицкий, Анатолий Галактионович                               | | |
| 1926 6 марта     | За двумя зайцами                                                                | Старицкий, Михаил Петрович                                                                                     | Василько, Василий Степанович                                                                         | Драк, Матвей Ильич                                              | М. Петлишенко (Голохвастов), А. Борисоглебская (Секлета), М. Пилипенко (Залунятн) | |
| 1926 2 октября   | Торговцы славой                                                                 | Паньоль, Марсель                                                                                               | Юра, Гнат Петрович                                                                                   | Петрицкий, Анатолий Галактионович                               | | |
| 1927 25 января   | Сэди                                                                            | Моэм, Уильям Сомерсет, Колтон Д.                                                                               | Смирнов, Алексей Максимович, Искандер Александра                                                     | Чупятов, Леонид Терентьевич                                     | | |
| 1927 11 марта    | Гайдамаки                                                                       | Шевченко, Тарас Григорьевич                                                                                    | Шклярский Д.                                                                                         | Драк, Матвей Ильич                                              | | |
| 1927 27 октября  | Сон в летнюю ночь                                                               | Шекспир, Уильям                                                                                                | Юра, Гнат Петрович                                                                                   | Комардёнков В.                                                  | Т. Терниченко (Деметрий), С. Лийсар (Титания), Ю. Козаковский (Царь эльфов) | Композитор Н. Пруслин, хореограф Е. Вигилёв                                                                                        |
| 1927 7 ноября    | Любовь и дым                                                                    | Днепровский, Иван                                                                                              | Шклярский Д.                                                                                         | Штоффер, Яков Зиновьевич                                        | | |
| 1927 25 декабря  | Бьют пороги                                                                     | Галюн И. | Коханенко, Евгений Теодорович                                                                        | Елев К.                                                         | | |
| ??? 1927         | Джума Машид                                                                     | Венецианов Г. С.                                                                                               | Попов                                                                                                | Драк, Матвей Ильич                                              | | |
| ??? 1927         | Путешествие Беньямина III                                                       | Мойхер-Сфорим, Менделе                                                                                         | Михоэлс, Соломон Михайлович Юра, Гнат Петрович Зускинд В.                                            |                                                                 | | |
| 1928 15 февраля  | Мятеж                                                                           | Фурманов, Дмитрий Андреевич, Поливанов С.                                                                      | Юра, Гнат Петрович                                                                                   | Цапок Г.                                                        | | |
| 1928 20 апреля   | Бронепоезд 14-69                                                                | Иванов, Всеволод Вячеславович                                                                                  | Юра, Гнат Петрович                                                                                   | Цапок Г.                                                        | | |
| 1928 16 октября  | Похождения бравого солдата Швейка                                               | Гашек, Ярослав                                                                                                 | Юра, Гнат Петрович                                                                                   | Эрдман, Борис Робертович                                        | Г. Юра (Швейк), Т. Юра (Паливец), М. Мушкина (пани Мюллер), Пилипенко (Ксёнз) | Перевод и инсценизация Якова Савченко                                                                                              |
| 1928 29 ноября   | Митькино царство                                                                | Липскеров, Константин Абрамович                                                                                | Смирнов, Алексей Максимович, Искандер Александра                                                     | Комардёнков В.                                                  | | |
| 1928 декабрь     | Над                                                                             | Винниченко, Владимир Кириллович                                                                                | Смирнов, Алексей Максимович, Искандер Александра                                                     | Драк, Матвей Ильич                                              | | |
| 1929 5 января    | Сигнал                                                                          | Поливанов С., Прозоровский Л.                                                                                  | Юра, Гнат Петрович                                                                                   | Драк, Матвей Ильич                                              | | |
| 1929 1 марта     | Делец                                                                           | Газенклевер, Вальтер                                                                                           | Смирнов, Алексей Максимович, Искандер Александра                                                     | Шкляев В.                                                       | Юра-Юрский (Компас), Ожеговская (пани Компас), Барвинская (Лия), Ю. Бантиш (Гарри), Отава (Алина) | |
| 1929 20 апреля   | Мина Мазайло                                                                    | Кулиш, Николай Гуриевич                                                                                        | Юра, Гнат Петрович                                                                                   | Шкляев В.                                                       | | |
| 1929 20 октября  | Диктатура                                                                       | Микитенко, Иван Кондратьевич                                                                                   | Юра, Гнат Петрович                                                                                   | Цапок Г.                                                        | А. Борисоглебская (Настя), И. Кононенко (Коваль), Юра-Юрский (Дудар), М. Пилипенко (куркуль Пивень), Янушевич (Небаба), К. Кошевский (Гусак) | |
| 1929 4 декабря   | Город ветров                                                                    | Киршон, Владимир Михайлович                                                                                    | Буторин, Николай Николаевич                                                                          | Шкляев В.                                                       | | |
| 1930 11 февраля  | Комсомольцы                                                                     | Первомайский, Леонид Соломонович                                                                               | Кошевский, Константин Петрович                                                                       | Петрицкий, Анатолий Галактионович                               | | |
| 1930 21 марта    | Каменный остров                                                                 | Корнейчук, Александр Евдокимович                                                                               | Юра, Гнат Петрович                                                                                   | Драк, Матвей Ильич                                              | | |
| 1930 1 ноября    | Кадры                                                                           | Микитенко, Иван Кондратьевич                                                                                   | Юра, Гнат Петрович                                                                                   | Эрдман, Борис Робертович                                        | | |
| 1931 8 февраля   | Выстрел                                                                         | Безыменский, Александр Ильич                                                                                   | Юра, Гнат Петрович                                                                                   | Цапок Г.                                                        | | |
| 1931 2 апреля    | Неизвестные солдаты                                                             | Первомайский, Леонид Соломонович                                                                               | Смирнов, Алексей Максимович, Искандер Александра                                                     | Федотов, Иван Сергеевич                                         | | |
| 1931 25 октября  | Дело чести                                                                      | Микитенко, Иван Кондратьевич                                                                                   | Юра, Гнат Петрович                                                                                   | Уманский, Мориц Борисович                                       | | |
| 1931 4 ноября    | Штурм                                                                           | Корнейчук, Александр Евдокимович                                                                               | Ткаченко, Семён Михайлович                                                                           | Эрдман, Борис Робертович                                        | | |
| 1932 16 января   | Местечко Ладеню                                                                 | Первомайский, Леонид Соломонович                                                                               | Юра, Гнат Петрович                                                                                   | Мандель, Семён Соломонович Шпинель, Иосиф Аронович              | | |
| 1932 12 марта    | Страх                                                                           | Афиногенов, Александр Николаевич                                                                               | Юра, Гнат Петрович                                                                                   | Курочка-Армашевский, Иван Григорьевич Алексиева Н.              | | |
| 1932 12 мая      | Плацдарм                                                                        | Ирчан, Мирослав                                                                                                | Юра, Гнат Петрович                                                                                   | Волков, Борис Иванович                                          | | |
| 1932 11 октября  | Девушки нашей страны                                                            | Микитенко, Иван Кондратьевич                                                                                   | Юра, Гнат Петрович                                                                                   | Эрдман, Борис Робертович                                        | | |
| 1932 5 ноября    | Трибунал                                                                        | Ржешевский, Александр Георгиевич                                                                               | Юра, Гнат Петрович                                                                                   | Эрдман, Борис Робертович                                        | | |
| 1933 2 января    | Солдат-чародей На ревизию На первое гулянье Как колбаса и чарка                 | Котляревский, Иван Петрович Кропивницкий, Марк Лукич Васильченко, Степан Васильевич Старицкий, Михаил Петрович | Юра, Гнат Петрович                                                                                   | Шкляев В.                                                       | | |
| 1933 1 марта     | Суд                                                                             | Киршон, Владимир Михайлович                                                                                    | Юра, Гнат Петрович                                                                                   | Эрдман, Борис Робертович                                        | Е. Коханенко, Е. Ожеговская, М. Шульга | |
| 1933 3 апреля    | Район                                                                           | Городский Я.                                                                                                   | Ткаченко, Семён Михайлович                                                                           | Борисовец, Валентин Павлович                                    | | |
| 1933 15 октября  | Женитьба Фигаро                                                                 | Бомарше, Пьер Огюстен Карон де                                                                                 | Юра, Гнат Петрович                                                                                   | Эрдман, Борис Робертович                                        | | |
| 1933 27 ноября   | Гибель эскадры                                                                  | Корнейчук, Александр Евдокимович                                                                               | Юра, Гнат Петрович                                                                                   | Драк, Матвей Ильич Уманский, Мориц Борисович                    | | |
| 1934 22 января   | Бастилия Божьей матери                                                          | Микитенко, Иван Кондратьевич                                                                                   | Юра, Гнат Петрович                                                                                   | Эрдман, Борис Робертович                                        | | |
| 1934 5 марта     | Интервенция                                                                     | Славин, Лев Исаевич                                                                                            | Ватуля, Алексей Михайлович Юра-Юрский, Александр Петрович                                            | Драк, Матвей Ильич                                              | | |
| 1934 6 мая       | Чудесный сплав                                                                  | Киршон, Владимир Михайлович                                                                                    | Вера П. Пластар Г. Пономаренко О. Сергиенко П.                                                       | Каганис Л.                                                      | | |
| 1934 16 октября  | Мастера времени                                                                 | Кочерга, Иван Антонович                                                                                        | Юра, Гнат Петрович                                                                                   | Эрдман, Борис Робертович                                        | | |
| 1934 20 декабря  | Платон Кречет                                                                   | Корнейчук, Александр Евдокимович                                                                               | Кошевский, Константин Петрович                                                                       | Федотов, Иван Сергеевич                                         | | |
| 1935 26 апреля   | Соло на флейте                                                                  | Микитенко, Иван Кондратьевич                                                                                   | Юра, Гнат Петрович                                                                                   | Эрдман, Борис Робертович                                        | М. Яковченко (швейцар Булава), Ф. Барвинская (Наталия Рогоз) | |
| 1935 8 июня      | Маруся Шурай                                                                    | Микитенко, Иван Кондратьевич                                                                                   | Терещенко, Марк Степанович                                                                           | Бурачек, Николай Григорьевич                                    | | По Михаилу Старицкому |
| 1935 20 октября  | Начало жизни                                                                    | Первомайский, Леонид Соломонович                                                                               | Кошевский, Константин Петрович                                                                       | Драк, Матвей Ильич                                              | | |
| 1935 зо декабря  | Трус                                                                            | Крон, Александр Александрович                                                                                  | Юра, Гнат Петрович                                                                                   | Уманский, Мориц Борисович                                       | | |
| 1936 28 апреля   | Суета                                                                           | Карпенко-Карый, Иван Карпович                                                                                  | Терещенко, Марк Степанович                                                                           | Борисовец, Валентин Павлович                                    | | |
| 1936 1 октября   | Дон Карлос                                                                      | Шиллер, Фридрих                                                                                                | Юра, Гнат Петрович                                                                                   | Петрицкий, Анатолий Галактионович                               | Е. Пономаренко (Карлос), Н. Ужвий (Елизавета), Ю. Шумский (Филипп II) | Роль Елизаветы стала дебютом Натальи Ужвий на франковской сцене                                                                    |
| 1936 22 октября  | Дни юности                                                                      | Микитенко, Иван Кондратьевич                                                                                   | Микитенко, Иван Кондратьевич                                                                         | Уманский, Мориц Борисович                                       | | |
| 1936 24 декабря  | Устим Кармалюк                                                                  | Суходольский, Владимир Алексеевич                                                                              | Кошевский, Константин Петрович                                                                       | Злочевский, Пётр Афанасьевич                                    | | |
| 1937 19 января   | Банкир                                                                          | Корнейчук, Александр Евдокимович                                                                               | Юра, Гнат Петрович                                                                                   | Злочевский, Пётр Афанасьевич                                    | | |
| 1937 22 февраля  | Борис Годунов                                                                   | Пушкин, Александр Сергеевич                                                                                    | Сушкевич, Борис Михайлович                                                                           | Руди Г.                                                         | Ю. Шумский (Борис), О. Ватуля (Пимен), Н. Ужвий (Мнишек), Д. Милютенко (Шуйский) | Перевод с русского М. Рыльского |
| 1937 15 мая      | Последние                                                                       | Горький, Максим                                                                                                | Кошевский, Константин Петрович                                                                       | Цапок Г.                                                        | | |
| 1937 30 августа  | Бесталанная                                                                     | Карпенко-Карый, Иван Карпович                                                                                  | Юра, Гнат Петрович                                                                                   | Каганис Л.                                                      | | |
| 1937 5 ноября    | Правда                                                                          | Корнейчук, Александр Евдокимович                                                                               | Юра, Гнат Петрович (постановка) Ткаченко, Семён Михайлович (режиссёр)                                | Руди Г.                                                         | | |
| 1938 1 марта     | Ой, не ходи Грицю…                                                              | Старицкий, Михаил Петрович                                                                                     | Юра, Гнат Петрович                                                                                   | Петрицкий, Анатолий Галактионович                               | П. Пастушков (Хома), Н. Ужвий (Маруся) | Композитор М. Вериковский |
| 1938 12 апреля   | Честь                                                                           | Мдивани, Георгий Давидович                                                                                     | Ткаченко, Семён Михайлович                                                                           | Гамрекели, Ираклий Ильич                                        | | |
| 1938 5 октября   | Ревизор                                                                         | Гоголь, Николай Васильевич                                                                                     | Вильнер, Владимир Бертольдович                                                                       | Эрдман, Борис Робертович                                        | | |
| 1938 15 ноября   | Шёл солдат с фронта                                                             | Катаев, Валентин Петрович                                                                                      | Юра, Гнат Петрович                                                                                   | Уманский, Мориц Борисович                                       | | |
| 1939 19 марта    | Богдан Хмельницкий                                                              | Корнейчук, Александр Евдокимович                                                                               | Юра, Гнат Петрович                                                                                   | Петрицкий, Анатолий Галактионович                               | Ю. Шумский (Богдан) | Композитор Л. Ревуцкий |
| 1939 1 мая       | Судьба поэта                                                                    | Голованивский, Савва Евсеевич                                                                                  | Бучма, Амвросий Максимилианович                                                                      | Уманский, Мориц Борисович                                       | | Композитор К. Данькевич |
| 1939 14 октября  | Хозяин                                                                          | Карпенко-Карый, Иван Карпович                                                                                  | Бучма, Амвросий Максимилианович                                                                      | Власюк Д.                                                       | А. Бучма (Пузырь), Т. Юра (Феноген), Ю. Бантиш (Маюфес) | |
| 1939 1 декабря   | Последняя жертва                                                                | Островский, Александр Николаевич                                                                               | Вильнер, Владимир Бертольдович                                                                       | Эрдман, Борис Робертович                                        | | |
| 1940 25 февраля  | Страшный суд                                                                    | Шкваркин, Василий Васильевич                                                                                   | Ткаченко, Семён Михайлович                                                                           | Эрдман, Борис Робертович                                        | | |
| 1940 28 марта    | Украденое счастье                                                               | Франко, Иван Яковлевич                                                                                         | Юра, Гнат Петрович                                                                                   | Уманский, Мориц Борисович                                       | Н. Ужвий (Анна), А. Бучма (Мыкола) | |
| 1940 9 октября   | В степях Украины                                                                | Корнейчук, Александр Евдокимович                                                                               | Юра, Гнат Петрович                                                                                   | Драк, Матвей Ильич                                              | Ю. Шумский (Галушка), Д. Милютенко (Чеснок) | Композитор Мейтус |
| 1940 19 ноября   | Потомки                                                                         | Яновский, Юрий Иванович                                                                                        | Юра, Гнат Петрович                                                                                   | Коваленко, Евгений Кондратьевич Кривошеина, Валентина Фёдоровна | | |
| 1940 10 декабря  | Государственное дело                                                            | Малаков В. Шкневский Д.                                                                                        | Вильнер, Владимир Бертольдович                                                                       | Драк, Матвей Ильич                                              | | |
| 1941 1 января    | Маруся Богуславка                                                               | Старицкий, Михаил Петрович                                                                                     | Юра, Гнат Петрович                                                                                   | Мандель, Семён Соломонович                                      | | Композитор Л. Ревуцкий |
| 1941 17 марта    | Много шума из ничего                                                            | Шекспир, Уильям                                                                                                | Вильнер, Владимир Бертольдович                                                                       | Эрдман, Борис Робертович                                        | | Композитор К. Данькевич |
| 1942 6 января    | Мирандолина                                                                     | Гольдони, Карло                                                                                                | Бучма, Амвросий Максимилианович                                                                      | Самбур А.                                                       | | Постановка в Семипалатинске во время войны и эвакуации                                                                             |
| 1942 22 января   | Назар Стодоля                                                                   | Шевченко, Тарас Григорьевич                                                                                    | Бучма, Амвросий Максимилианович                                                                      | Драк, Матвей Ильич                                              | П. Сергиенко (Назар), А. Бучма (Фома Кичатый), К. Осмяловская (Галя), Ф. Барвинская (Стеха), М. Братерский (Гнат) | Первая постановка пьесы в театре (в Семипалатинске во время войны и эвакуации                                                      |
| 1942 28 апреля   | Партизаны в степях Украины                                                      | Корнейчук, Александр Евдокимович                                                                               | Кошевский, Константин Петрович                                                                       | Драк, Матвей Ильич                                              | | Постановка в Семипалатинске во время войны и эвакуации                                                                             |
| 1942 2 июня      | Наталка-Полтавка                                                                | Котляревский, Иван Петрович                                                                                    | Бучма, Амвросий Максимилианович                                                                      | Драк, Матвей Ильич                                              | Ольга Валуева (Наталка), А. Дринивна (Горпина-Терпелиха), В. Корбжицкий (Пётр), Н. Яковченко (Николай), А. Бучма (Тетерваковский) | Постановка в Семипалатинске во время войны и эвакуации                                                                             |
| 1942 14 июля     | Запорожец за Дунаем                                                             | Гулак-Артемовский, Семён Степанович                                                                            | Кошевский, Константин Петрович                                                                       | Драк, Матвей Ильич                                              | | Постановка в Семипалатинске во время войны и эвакуации                                                                             |
| 1942 5 ноября    | Фронт                                                                           | Корнейчук, Александр Евдокимович                                                                               | Юра, Гнат Петрович                                                                                   | Драк, Матвей Ильич                                              | | Постановка в Семипалатинске во время войны и эвакуации                                                                             |
| 1942 5 декабря   | Пётр Крымов                                                                     | Финн, Константин Яковлевич                                                                                     | Кошевский, Константин Петрович                                                                       | Уманский, Мориц Борисович                                       | | Постановка в Семипалатинске во время войны и эвакуации                                                                             |
| 1943 20 января   | Русские люди                                                                    | Симонов, Константин Михайлович                                                                                 | Кошевский, Константин Петрович                                                                       | Уманский, Мориц Борисович                                       | | Постановка в Ташкенте во время войны и эвакуации                                                                                   |
| 1943 11 мая      | Свадьба Кречинского                                                             | Сухово-Кобылин, Александр Васильевич                                                                           | Сергиенко П.                                                                                         | Драк, Матвей Ильич                                              | | Постановка в Ташкенте во время войны и эвакуации                                                                                   |
| 1943 июнь        | По ревизии На первое гулянье Бывальщины                                         | Кропивницкий, Марк Лукич Васильченко, Степан Васильевич Вельсовский А.                                         | Бучма, Амвросий Максимилианович Кошевский, Константин Петрович                                       | Драк, Матвей Ильич                                              | | Постановка в Ташкенте во время войны и эвакуации                                                                                   |
| 1944 6 ноября    | Крещатый яр                                                                     | Дмитерко, Любомир Дмитриевич                                                                                   | Юра, Гнат Петрович (постановка) Френкель Л. (режиссёр) Варшавер Ш. (режиссёр-ассистент)              | Уманский, Мориц Борисович                                       | | Композитор А. Штогаренко |
| 1945 10 апреля   | Миссия мистера Перкинса в страну большевиков                                    | Корнейчук, Александр Евдокимович                                                                               | Кошевский, Константин Петрович                                                                       | Петрицкий, Анатолий Галактионович                               | | |
| 1945 22 мая      | Гибель эскадры                                                                  | Корнейчук, Александр Евдокимович                                                                               | Юра, Гнат Петрович                                                                                   | Драк, Матвей Ильич                                              | | |
| 1945 15 сентября | Сто тысяч                                                                       | Карпенко-Карый, Иван Карпович                                                                                  | Юра, Гнат Петрович                                                                                   | Драк, Матвей Ильич                                              | М. Свитенко (Роман), Г. Юра (Бонавентура), Г. Николаенко (Мотря), Д. Милютенко (Калитка), В. Чайка (Параска), М. Пилипенко (кум Савка) | |
| 1945 27 октября  | Приезжайте в Звонковое                                                          | Корнейчук, Александр Евдокимович                                                                               | Юра, Гнат Петрович                                                                                   | Эйсмонт М.                                                      | | Композитор Ю. Мейтус |
| 1946 9 января    | Он пришёл                                                                       | Пристли, Джон Бойнтон                                                                                          | Гаккебуш, Валерий Васильевич                                                                         | Эрдман, Борис Робертович                                        | | |
| 1946 15 марта    | Вишнёвый сад                                                                    | Чехов, Антон Павлович                                                                                          | Хохлов, Константин Павлович                                                                          | Меллер, Вадим Георгиевич                                        | Н. Ужвий (Раневская), В. Добровольский (Лопахин), Е. Пономаренко (Петя) | Композитор Козицкий |
| 1946 25 апреля   | В пуще                                                                          | Украинка, Леся                                                                                                 | Юра, Гнат Петрович (постановка) Коханенко, Евгений Теодорович (режиссёр) Фомин О. (режиссёр)         | Драк, Матвей Ильич                                              | | |
| 1946 14 сентября | Старые друзья                                                                   | Малюгин, Леонид Антонович                                                                                      | Гаккебуш, Валерий Васильевич                                                                         | Драк, Матвей Ильич                                              | | |
| 1946 30 ноября   | Последняя жертва                                                                | Островский, Александр Николаевич                                                                               | Вильнер, Владимир Бертольдович Н. Ужвий (восстановление)                                             | Эрдман, Борис Робертович                                        | | |
| 1946 28 декабря  | Победители                                                                      | Чирсков, Борис Фёдорович                                                                                       | Юра, Гнат Петрович                                                                                   | Уманский, Мориц Борисович                                       | | |
| 1947 23 февраля  | Далеко от Сталинграда                                                           | Суров, Анатолий Алексеевич                                                                                     | Бучма, Амвросий Максимилианович                                                                      | Духновский, Николай Иванович                                    | | |
| 1947 23 марта    | Котигорошко                                                                     | Шиян, Анатолий Иванович                                                                                        | Судец З.                                                                                             | Драк, Матвей Ильич                                              | | |
| 1947 29 июня     | Молодая гвардия                                                                 | Фадеев, Александр Александрович                                                                                | Норд, Бенедикт Наумович                                                                              | Уманский, Мориц Борисович                                       | | Композитор Ю. Мейтус |
| 1947 28 октября  | Глубокие корни                                                                  | Гоу Д., Д’Юссо А.                                                                                              | Гаккебуш, Валерий Васильевич                                                                         | Эрдман, Борис Робертович                                        | | |
| 1948 18 января   | Платон Кречет                                                                   | Корнейчук, Александр Евдокимович                                                                               | Кошевский, Константин Петрович (постановка) Бучма, Амвросий Максимилианович (восстановлено)          | Драк, Матвей Ильич                                              | | |
| 1948 12 марта    | Великая сила                                                                    | Ромашов, Борис Сергеевич                                                                                       | Тягно, Борис Фомич                                                                                   | Уманский, Мориц Борисович                                       | | |
| 1948 13 апреля   | Без вины виноватые                                                              | Островский, Александр Николаевич                                                                               | Норд, Бенедикт Наумович                                                                              | Сапегин М.                                                      | | |
| 1948 12 июня     | Макар Дубрава                                                                   | Корнейчук, Александр Евдокимович                                                                               | Юра, Гнат Петрович Норд, Бенедикт Наумович                                                           | Петрицкий, Анатолий Галактионович                               | А. Бучма (Макар) | |
| 1948 3 июля      | Вас вызывает Таймыр                                                             | Галич, Александр Аркадьевич Исаев, Константин Фёдорович                                                        | Норд, Бенедикт Наумович (постановка) Варшавер Ш. (режиссёр)                                          | Уманский, Мориц Борисович                                       | | |
| 1948 23 октября  | Житейское море                                                                  | Карпенко-Карый, Иван Карпович                                                                                  | Юра, Гнат Петрович                                                                                   | Драк, Матвей Ильич                                              | Н. Ужвий (Ванина), А. Бучма (Иван), Г. Юра (Стёпочка Крамарюк) | Композитор Ревуцкий |
| 1948 6 ноября    | На той стороне                                                                  | Барянов, Анатолий Андреевич                                                                                    | Норд, Бенедикт Наумович (постановка) Варшавер Ш. (режиссёр)                                          | Алышиц Л.                                                       | | |
| 1948 25 декабря  | Ученик дьявола                                                                  | Шоу, Джордж Бернард                                                                                            | Норд, Бенедикт Наумович (постановка) Варшавер Ш. (режиссёр)                                          | Алышиц Л.                                                       | | |
| 1949 28 января   | Счастье                                                                         | Павленко П., Радзинский С.                                                                                     | Юра, Гнат Петрович (постановка) Пономаренко О. (режиссёр)                                            | Духновский, Николай Иванович                                    | | |
| 1949 12 марта    | Двенадцатая ночь                                                                | Шекспир, Уильям                                                                                                | Варшавер Ш.                                                                                          | Уманский, Мориц Борисович                                       | | Композитор В. Рождественский, хореограф Б. Таиров                                                                                  |
| 1949 26 марта    | За вторым фронтом                                                               | Собко, Вадим Николаевич                                                                                        | Балабан, Борис Александрович                                                                         | Липкин М.                                                       | | |
| 1949 3 марта     | Пока солнце взойдёт — роса очи выест                                            | Кропивницкий, Марк Лукич                                                                                       | Балабан, Борис Александрович (постановка) Судец З. (режиссёр)                                        | Нестеровская Г.                                                 | | |
| 1949 18 мая      | Заговор обречённых                                                              | Вирта, Николай Евгеньевич                                                                                      | Норд, Бенедикт Наумович (постановка) Варшавер Ш. (режиссёр)                                          | Бобровников, Алексей Викторович                                 | | |
| 1949 25 июля     | Маруся Богуславка                                                               | Чаговец, Всеволод Андреевич                                                                                    | Юра, Гнат Петрович                                                                                   | Драк, Матвей Ильич                                              | | По М. Старицкому, композитор Л. Ревуцкий                                                                                           |
| 1949 18 октября  | Юлиус Фучик                                                                     | Буряковский Ю. А                                                                                               | Норд, Бенедикт Наумович (постановка) Варшавер Ш. (режиссёр)                                          | Бобровников, Алексей Викторович                                 | | |
| 1949 6 ноября    | Профессор Буйко                                                                 | Баша Я. | Балабан, Борис Александрович (постановка) Судец З. (режиссёр-ассистент)                              | Духновский, Николай Иванович                                    | | |
| 1950 5 января    | За горизонтом                                                                   | Гайдаенко, Иван Петрович, Беркун, Илья Моисеевич                                                               | Норд, Бенедикт Наумович (постановка) Варшавер Ш. (режиссёр)                                          | Писаренко Л.                                                    | | |
| 1950 31 января   | Мартин Боруля                                                                   | Карпенко-Карый, Иван Карпович                                                                                  | Юра, Гнат Петрович                                                                                   | Драк, Матвей Ильич                                              | Г. Юра (Мартин Боруля) | Первая постановка пьесы в театре                                                                                                   |
| 1950 15 марта    | Молодость                                                                       | Зорин, Леонид Генрихович                                                                                       | Варшавер Ш.                                                                                          | Бобровников, Алексей Викторович                                 | | |
| 1950 1 мая       | Калиновая роща                                                                  | Корнейчук, Александр Евдокимович                                                                               | Юра, Гнат Петрович                                                                                   | Петрицкий, Анатолий Галактионович                               | П. Сергиенко, И. Маркевич, Ю. Шумский, Е. Пономаренко, А. Яблонская, О. Кусенко | |
| 1950 23 ноября   | Завтра утром                                                                    | Ильченко О. | Норд, Бенедикт Наумович (постановка) Варшавер Ш. (режиссёр)                                          | Меллер, Вадим Георгиевич                                        | | |
| 1951 17 марта    | Назар Стодоля                                                                   | Шевченко, Тарас Григорьевич                                                                                    | Бучма, Амвросий Максимилианович Дубовик Л.                                                           | Петрицкий, Анатолий Галактионович                               | П. Сергиенко (Назар), А. Бучма (Фома Кичатый), Г. Яблонская (Галя), Н. Ужвий (Стеха), В. Добровольский (Гнат) | Вторая постановка пьесы в театре                                                                                                   |
| 1951 2 июня      | На грани ночи и дня                                                             | Якобсон, Аугуст Михкелевич                                                                                     | Юра, Гнат Петрович                                                                                   | Эрдман, Борис Робертович                                        | | |
| 1951 18 октября  | Любовь Яровая                                                                   | Тренёв, Константин Андреевич                                                                                   | Вильнер, Владимир Бертольдович                                                                       | Духновский, Николай Иванович                                    | | |
| 1951 27 декабря  | Незабываемый 1919-й                                                             | Вишневский, Всеволод Витальевич                                                                                | Юра, Гнат Петрович                                                                                   | Кривошеин В.                                                    | | |
| 1951 30 декабря  | Мироед, или Паук                                                                | Кропивницкий, Марк Лукич                                                                                       | Юра, Гнат Петрович                                                                                   | Драк, Матвей Ильич                                              | Г. Юра (Бычок) | |
| 1952 17 февраля  | Обычное дело                                                                    | Тарн, Адам | Балабан, Борис Александрович                                                                         | Немечек Б.                                                      | | |
| 1952 3 марта     | Ревизор                                                                         | Гоголь, Николай Васильевич                                                                                     | Юра, Гнат Петрович                                                                                   | Борисовец, Валентин Павлович                                    | | |
| 1952 10 мая      | Честь семьи                                                                     | Мухтаров, Гусейн                                                                                               | Бжесский И.                                                                                          | Драк, Матвей Ильич                                              | | |
| 1952 24 мая      | Егор Булычев и другие                                                           | Горький Максим                                                                                                 | Крушельницкий, Марьян Михайлович                                                                     | Меллер, Вадим Георгиевич                                        | | |
| 1952 11 октября  | Днепровские звёзды                                                              | Баша Я. | Ивченко В.                                                                                           | Борисовец, Валентин Павлович                                    | | |
| 1952 19 декабря  | Порт-Артур («На Тихом океане»)                                                  | Попов И., Степанов О.                                                                                          | Юра, Гнат Петрович                                                                                   | Щаблиовский Е.                                                  | | |
| 1953 31 января   | Земной рай                                                                      | Василева Орлина                                                                                                | Гаккебуш, Валерий Васильевич                                                                         | Агранов, Вульф Иосифович                                        | | |
| 1953 18 апреля   | Угрюм-река                                                                      | Шишков, Вячеслав Яковлевич                                                                                     | Василько, Василий Степанович                                                                         | Бобровников, Алексей Викторович                                 | | |
| 1953 16 июня     | Не называя фамилий                                                              | Минко, Василий Петрович                                                                                        | Оглоблин, Владимир Николаевич                                                                        | Щаблиовский Е.                                                  | | Композитор П. Майборода |
| 1953 12 декабря  | Дай сердцу волю, заведёт в неволю                                               | Кропивницкий, Марк Лукич                                                                                       | Крушельницкий, Марьян Михайлович                                                                     | Греченко М.                                                     | | |
| 1954 20 марта    | Извините, пожалуйста!                                                           | Макайонко А.                                                                                                   | Фомин О.                                                                                             | Бобровников, Алексей Викторович                                 | | |
| 1954 25 апреля   | Петербургская осень                                                             | Ильченко О. | Балабан, Борис Александрович                                                                         | Немечек Б.                                                      | | |
| 1954 8 ноября    | Крылья                                                                          | Корнейчук, Александр Евдокимович                                                                               | Юра, Гнат Петрович                                                                                   | Меллер, Вадим Георгиевич                                        | | |
| 1954 9 декабря   | Поезд можно остановить                                                          | Маккола Ю. | Балабан, Борис Александрович                                                                         | Бобровников, Алексей Викторович                                 | | |
| 1955 11 февраля  | Персональное дело                                                               | Штейн О. | Крушельницкий, Марьян Михайлович                                                                     | Коваленко Е., Кривошеина В.                                     | | |
| 1955 12 марта    | Домик на окраине                                                                | Арбузов, Алексей Николаевич                                                                                    | Крайниченко В.                                                                                       | Меллер, Вадим Георгиевич                                        | | |
| 1955 31 мая      | Иван Рыбаков                                                                    | Гусев В. | Балабан, Борис Александрович                                                                         | Минский Д.                                                      | | |
| 1955 16 сентября | Похождения бравого солдата Швейка                                               | Гашек, Ярослав                                                                                                 | Юра, Гнат Петрович                                                                                   | Маткович М.                                                     | Г. Юра (Швейк), П. Грубник (Лукаш), М. Заднепровский (Марек) | |
| 1955 14 октября  | Кража                                                                           | Лондон Джек | Крушельницкий, Марьян Михайлович                                                                     | Меллер, Вадим Георгиевич                                        | | |
| 1955 30 декабря  | Молчать запрещено                                                               | Минко, Василий Петрович                                                                                        | Сергиенко П.                                                                                         | Бобровников, Алексей Викторович                                 | | |
| 1956 19 января   | Золотые листья                                                                  | Собко, Вадим Николаевич                                                                                        | Гаккебуш, Валерий Васильевич                                                                         | Агранов, Вульф Иосифович                                        | | |
| 1956 28 февраля  | Арсенал                                                                         | Суходольский В.                                                                                                | Крушельницкий, Марьян Михайлович                                                                     | Меллер, Вадим Георгиевич                                        | | Композитор Ю. Мейтус |
| 1956 7 апреля    | Дядюшкин сон                                                                    | Достоевский, Фёдор Михайлович                                                                                  | Брилль Ю.                                                                                            | Тряскин М.                                                      | Н. Ужвий (Москалёва), Д. Милютенко (Князь К.) | |
| 1956 1 июня      | Ой, не ходи Грицю…                                                              | Старицкий, Михаил Петрович                                                                                     | Добровольский Владислав                                                                              | Косьмин Л.                                                      | | |
| 1956 13 июня     | Человек ищет счастья                                                            | Школьник А. | Брилль Ю.                                                                                            | Тряскин М.                                                      | | |
| 1956 23 июня     | Д-р («Доктор философии»)                                                        | Нушич, Бранислав                                                                                               | Балабан, Борис Александрович                                                                         | Меллер, Вадим Георгиевич                                        | | |
| 1956 28 ноября   | Банкир                                                                          | Корнейчук, Александр Евдокимович                                                                               | Харченко В.                                                                                          | Меллер, Вадим Георгиевич                                        | | |
| 1956 декабрь     | Украденое счастье                                                               | Франко, Иван Яковлевич                                                                                         | Юра, Гнат Петрович                                                                                   | Уманский, Мориц Борисович                                       | Анна Кусенко (Анна), Дмитрий Милютенко (Мыкола), Михаил Заднипровский (Михайло) | |
| 1957 23 марта    | Последняя встреча                                                               | Левада, Александр Степанович                                                                                   | Брилль Ю.                                                                                            | Духновский, Николай Иванович                                    | | |
| 1957 11 мая      | Дума о Британке                                                                 | Яновский, Юрий Иванович                                                                                        | Юра, Гнат Петрович                                                                                   | Коваленко Е., Кривошеина В.                                     | | |
| 1957 8 июня      | Лодка качается                                                                  | Галан, Ярослав Александрович                                                                                   | Балабан, Борис Александрович                                                                         | Немечек Б., Гаккебуш, Валерий Васильевич                        | | |
| 1957 28 июня     | Филумена Мартурано                                                              | Филиппо, Эдуардо де                                                                                            | Брилль Ю.                                                                                            | Меллер, Вадим Георгиевич                                        | | |
| 1957 4 ноября    | Почему улыбались звёзды                                                         | Корнейчук, Александр Евдокимович                                                                               | Крушельницкий, Марьян Михайлович                                                                     | Нирод, Ярослав Фёдорович                                        | | Композитор Филиппенко |
| 1957 31 декабря  | Кровью сердца                                                                   | Бойченко О. | Кабачек М., Пасека П.                                                                                | Боровский, Давид Борисович                                      | | |
| 1958 28 февраля  | Злая судьба («Цыганка Аза»)                                                     | Старицкий, Михаил Петрович                                                                                     | Юра, Гнат Петрович                                                                                   | Коваленко Е., Кривошеина В.                                     | | |
| 1958 8 мая       | Весёлка                                                                         | Зарудный, Николай Яковлевич                                                                                    | Балабан, Борис Александрович                                                                         | Боровский, Давид Борисович                                      | | |
| 1958 1 июня      | Гость с того света                                                              | Гаркуша Л. | Лишанский Ю.                                                                                         | Мигулько В.                                                     | | |
| 1958 7 ноября    | На хуторе близ Диканьки                                                         | Минко, Василий Петрович                                                                                        | Юра, Гнат Петрович                                                                                   | Нирод, Ярослав Фёдорович                                        | | |
| 1958 2 декабря   | Долина слёз                                                                     | Гимерра А. | Балабан, Борис Александрович                                                                         | Рабинович Л.                                                    | | |
| 1959 13 марта    | Король Лир                                                                      | Шекспир, Уильям                                                                                                | Оглоблин, Владимир Николаевич                                                                        | Меллер, Вадим Георгиевич                                        | М. Крушельницкий (Король Лир), А. Ролик (Корделия), О. Кусенко (Регана), К. Литвиненко (Гонерилья), А. Скибенко (герцог Корнваль), О. Давыденко (граф Кент), Д. Милютенко (Шут) | Композитор П. Майборода |
| 1959 11 апреля   | Блудный сын                                                                     | Раннет, Эуген Николаевич                                                                                       | Кабачек М.                                                                                           | Агранов, Вульф Иосифович                                        | | |
| 1959 10 октября  | Не суждено                                                                      | Старицкий, Михаил Петрович                                                                                     | Верещагин, Фёдор Григорьевич                                                                         | Витавский О.                                                    | | |
| 1959 7 ноября    | Грани алмаза                                                                    | Бобошко, Юрий Николаевич, Гончаров В.                                                                          | Пасека П.                                                                                            | Щеглов О.                                                       | | |
| 1960 19 февраля  | Девичья судьба                                                                  | Дмитерко, Любомир Дмитриевич                                                                                   | Оглоблин, Владимир Николаевич                                                                        | Борисовец, Валентин Павлович                                    | | |
| 1960 16 марта    | Барабанщица                                                                     | Салынский, Афанасий Дмитриевич                                                                                 | Пилявский М. (постановка) Пасека П. (режиссёр)                                                       | Балазовский А.                                                  | | |
| 1960 10 мая      | Свадьба Свички                                                                  | Кочерга, Иван Антонович                                                                                        | Юра, Гнат Петрович                                                                                   | Нирод, Фёдор Фёдорович                                          | В. Цымбалист (Свичка), М. Кропивницкая (Рузя), А. Гашинский (Коштелян) | |
| 1960 6 сентября  | Над Днепром                                                                     | Корнейчук, Александр Евдокимович                                                                               | Крушельницкий, Марьян Михайлович                                                                     | Нирод, Ярослав Фёдорович                                        | | |
| 1960 17 сентября | Мёртвый бог («Чужой дом»)                                                       | Зарудный, Николай Яковлевич                                                                                    | Крушельницкий, Марьян Михайлович                                                                     | Нирод, Ярослав Фёдорович                                        | | |
| 1961 11 февраля  | Остров Афродиты                                                                 | Парнис, Алексис                                                                                                | Сергиенко П.                                                                                         | Меллер, Вадим Георгиевич                                        | | |
| 1961 10 марта    | Пророк                                                                          | Кочерга, Иван Антонович                                                                                        | Юра, Гнат Петрович                                                                                   | Коваленко Е., Кривошеина В.                                     | | |
| 1961 26 мая      | Оптимистическая трагедия                                                        | Вишневский, Всеволод Витальевич                                                                                | Варпаховский, Леонид Викторович                                                                      | Боровский, Давид Борисович                                      | | |
| 1961 1 сентября  | Фауст и смерть                                                                  | Левада, Александр Степанович                                                                                   | Оглоблин, Владимир Николаевич                                                                        | Меллер, Вадим Георгиевич                                        | | |
| 1961 22 сентября | Щедрый вечер                                                                    | Блажеко Б. | Добровольский Владислав                                                                              | Боровский, Давид Борисович                                      | | |
| 1961 10 ноября   | Фараоны                                                                         | Коломиец, Алексей Федотович                                                                                    | Казнадий, Иван Васильевич                                                                            | Нирод, Ярослав Фёдорович                                        | | Спектакль прошёл 2000 раз с аншлагами                                                                                              |
| 1962 7 марта     | Игра без правил                                                                 | Шейнин, Лев Романович                                                                                          | Гриншпун, Изакин Абрамович                                                                           | Липкин М.                                                       | | |
| 1962 17 апреля   | День рождения Терезы                                                            | Мдивани, Георгий Давидович                                                                                     | Алексидзе, Дмитрий Александрович                                                                     | Лапиашвили Парнаоз                                              | | |
| 1962 11 октября  | На дне морском                                                                  | Руденко М. | Оглоблин, Владимир Николаевич                                                                        | Нирод, Ярослав Фёдорович                                        | | Композитор А. Филиппенко |
| 1962 24 ноября   | Мещанин во дворянстве                                                           | Мольер | Шейко, Николай Михайлович                                                                            | Писаренко Л.                                                    | | |
| 1962 30 декабря  | Ну и детки                                                                      | Зарудный, Николай Яковлевич                                                                                    | Оглоблин, Владимир Николаевич                                                                        | Нестеровская Г.                                                 | | |
| 1963 25 января   | Истина дороже                                                                   | Голованивский, Савва Евсеевич                                                                                  | Добровольский Владислав                                                                              | Бобровников, Алексей Викторович                                 | | |
| 1963 25 марта    | Красные дьяволята                                                               | Бляхин, Павел Андреевич, Полевой А., Толбузин Л.                                                               | Макарчук Г.                                                                                          | Духновский, Николай Иванович                                    | | |
| 1963 17 мая      | Где шумел ковыль                                                                | Шиян, Анатолий Иванович                                                                                        | Скляренко, Владимир Михайлович                                                                       | Писаренко Л.                                                    | | Композитор П. Майборода |
| 1963 4 октября   | Остров твоей мечты                                                              | Зарудный, Николай Яковлевич                                                                                    | Оглоблин, Владимир Николаевич                                                                        | Пономаренко А.                                                  | | |
| 1963 19 октября  | В воскресенье утром зелье копала                                                | Кобылянская, Ольга Юлиановна                                                                                   | Шкреба Павел Маркович                                                                                | Коваленко Е., Кривошеина В.                                     | | |
| 1963 7 ноября    | В степях Украины (новая редакция)                                               | Корнейчук, Александр Евдокимович                                                                               | Шейко, Николай Михайлович                                                                            | Боровский, Давид Борисович                                      | | |
| 1964 2 января    | Регби                                                                           | Кантен П. | Лизогуб, Владимир Сергеевич                                                                          | Чернышёв Б.                                                     | | |
| 1964 7 февраля   | Шельменко-денщик                                                                | Квитка-Основьяненко, Григорий Фёдорович                                                                        | Шкреба Павел Маркович                                                                                | Липкин М.                                                       | | |
| 1964 21 февраля  | Марина                                                                          | Зарудный, Николай Яковлевич                                                                                    | Скляренко, Владимир Михайлович                                                                       | Писаренко Л.                                                    | | Композитор П. Майборода |
| 1964 28 апреля   | Петровка, 38                                                                    | Семёнов, Юлиан Семёнович                                                                                       | Пасека П.                                                                                            | Бобровников, Алексей Викторович                                 | | |
| 1964 29 мая      | Много шума из ничего                                                            | Шекспир, Уильям                                                                                                | Вильнер, Владимир Бертольдович Пономаренко Е.                                                        | Эрдман, Борис Робертович Липкин М.                              | | |
| 1964 7 ноября    | Полномочный представитель                                                       | Шведов И. | Лизогуб, Владимир Сергеевич                                                                          | Онищенко М.                                                     | | |
| 1964 18 декабря  | Фортуна                                                                         | Зарудный, Николай Яковлевич                                                                                    | Скляренко, Владимир Михайлович                                                                       | Нестеровская Г.                                                 | | |
| 1965 20 января   | Бесталанная                                                                     | Карпенко-Карый, Иван Карпович                                                                                  | Шкреба Павел Маркович                                                                                | Гандзецкий С., Проценко Е.                                      | | |
| 1965 13 марта    | Страница дневника                                                               | Корнейчук, Александр Евдокимович                                                                               | Лизогуб, Владимир Сергеевич                                                                          | Лидер, Даниил Данилович                                         | Ю. Ткаченко (Вероника), О. Кусенко (Магдалина), М. Заднипровский (Леонид) | Композитор И. Шамо |
| 1965 23 марта    | Пылающее сердце                                                                 | Евлампиев В.                                                                                                   | Скляренко, Владимир Михайлович, Недашковский В.                                                      | Нарбут, Даниил Георгиевич                                       | | |
| 1965 7 мая       | Остановитесь!                                                                   | Рачада Иван | Скляренко, Владимир Михайлович, Сергиенко П.                                                         | Писаренко Л.                                                    | | |
| 1965 10 июня     | Антигона                                                                        | Софокл | Алексидзе, Дмитрий Александрович                                                                     | Лапиашвили Парнаоз                                              | С. Коркошко (Антигона) | Композитор О. Тактакишвили |
| 1965 28 сентября | Правда и кривда                                                                 | Стельмах, Михаил Афанасьевич                                                                                   | Скляренко, Владимир Михайлович                                                                       | Онищенко М.                                                     | | Композитор П. Майборода |
| 1965 30 декабря  | Планета ожиданий                                                                | Коломиец, Алексей Федотович                                                                                    | Лизогуб, Владимир Сергеевич                                                                          | Коваленко Е.                                                    | | Композитор И. Шамо |
| 1966 15 февраля  | Патетическая соната                                                             | Кулиш, Николай Гуриевич                                                                                        | Алексидзе, Дмитрий Александрович, Сергиенко П.                                                       | Лидер, Даниил Данилович                                         | | |
| 1966 23 марта    | На границе                                                                      | Школьник А. | Шкреба Павел Маркович                                                                                | Бобровников, Алексей Викторович                                 | | |
| 1966 5 мая       | Шестое июля                                                                     | Шатров, Михаил Филиппович                                                                                      | Варпаховский, Леонид Викторович                                                                      | Ворошилов М.                                                    | | |
| 1966 4 июня      | Калиновая роща                                                                  | Корнейчук, Александр Евдокимович                                                                               | Лизогуб, Владимир Сергеевич                                                                          | Лидер, Даниил Данилович                                         | | |
| 1966 27 ноября   | Перекрестные тропинки                                                           | Франко, Иван Яковлевич                                                                                         | Гиляровский М.                                                                                       | Нарбут, Даниил Георгиевич                                       | | |
| 1966 29 декабря  | Расплата                                                                        | Корнейчук, Александр Евдокимович                                                                               | Лизогуб, Владимир Сергеевич                                                                          | Лидер, Даниил Данилович                                         | | |
| 1967 25 января   | Мартин Боруля                                                                   | Карпенко-Карый, Иван Карпович                                                                                  | Пономаренко Е. (руководитель постановки) Степась С. (постановка)                                     | Липкин М.                                                       | | Вторая постановка пьесы в театре                                                                                                   |
| 1967 22 марта    | Синие росы                                                                      | Зарудный, Николай Яковлевич                                                                                    | Алексидзе, Дмитрий Александрович (художественній руководитель постановки), Головатюк Б. (постановка) | Стецюра М.                                                      | | |
| 1967 13 мая      | Уриэль Акоста                                                                   | Гуцков, Карл Фердинанд                                                                                         | Алексидзе, Дмитрий Александрович                                                                     | Лапиашвили Парнаоз                                              | М. Герасименко (Юдифь), О. Петухов (Спиноза) | |
| 1967 16 сентября | Спасибо тебе, моя любовь                                                        | Коломиец, Алексей Федотович                                                                                    | Лизогуб, Владимир Сергеевич                                                                          | Лидер, Даниил Данилович                                         | | |
| 1967 25 ноября   | Мои друзья                                                                      | Корнейчук, Александр Евдокимович                                                                               | Лизогуб, Владимир Сергеевич                                                                          | Пономаренко А.                                                  | | |
| 1967 29 декабря  | Лис Микита                                                                      | Франко, Иван Яковлевич                                                                                         | Опанасенко В.                                                                                        | Френкель М.                                                     | | |
| 1968 20 февраля  | Когда мёртвые оживают                                                           | Рачада Иван | Барсегян, Александр Сергеевич                                                                        | Лидер, Даниил Данилович                                         | | |
| 1968 9 марта     | Грозовая ночь                                                                   | Школьник А. | Шкреба Павел Маркович                                                                                | Бобровников, Алексей Викторович                                 | | |
| 1968 27 марта    | Старик                                                                          | Горький, Максим                                                                                                | Мешкис, Бронислав Викторович                                                                         | Ивницкий М.                                                     | | |
| 1968 27 апреля   | На синем небе                                                                   | Зарудный, Николай Яковлевич                                                                                    | Чайковский, Дмитрий Семёнович                                                                        | Бобровников, Алексей Викторович                                 | | |
| 1968 7 июля      | Ради семейного очага                                                            | Франко, Иван Яковлевич                                                                                         | Мешкис, Бронислав Викторович                                                                         | Лидер, Даниил Данилович                                         | М. Заднипровский (поручик Редлих), С. Станкевич (Антось), О. Кусенко (Анеля) | |
| 1968 30 сентября | Лимеривна                                                                       | Мирный Панас                                                                                                   | Лизогуб, Владимир Сергеевич                                                                          | Чернышов Б.                                                     | В. Плотникова (Наталья), П. Куманченко (Лимериха) | |
| 1968 4 ноября    | Голосеевский лес                                                                | Собко, Вадим Николаевич                                                                                        | Мешкис, Бронислав Викторович                                                                         | Альшиц Л.                                                       | | |
| 1968 14 декабря  | Уступи место                                                                    | Дельмар В. | Чайковский, Дмитрий Семёнович                                                                        | Улановский М.                                                   | | |
| 1968 31 декабря  | Светящийся камень                                                               | Устинов Л. | Степась С.                                                                                           | Лидер, Даниил Данилович                                         | | |
| 1969 12 февраля  | Дон Сезар де Базан                                                              | Дэннери, Адольф Филипп Дюмануа Филипп                                                                          | Алексидзе, Дмитрий Александрович                                                                     | Лапиашвили Парнаоз                                              | | |
| 1969 20 марта    | Месть                                                                           | Фредро, Александр                                                                                              | Домбровский, Бронислав (Польша)                                                                      | Висняк К.                                                       | | |
| 1969 18 апреля   | Горлица                                                                         | Коломиец, Алексей Федотович                                                                                    | Лизогуб, Владимир Сергеевич                                                                          | Чернышов Б.                                                     | | |
| 1969 29 мая      | Соловьиная ночь                                                                 | Ежов, Валентин Иванович                                                                                        | Чайковский, Дмитрий Семёнович                                                                        | Бобровников, Алексей Викторович                                 | | |
| 1969 4 октября   | Рим, 17, до востребования                                                       | Зарудный, Николай Яковлевич                                                                                    | Барсегян, Александр Сергеевич                                                                        | Френкель М.                                                     | | |
| 1969 4 декабря   | Память сердца                                                                   | Корнейчук, Александр Евдокимович                                                                               | Алексидзе, Дмитрий Александрович                                                                     | Киприян М.                                                      | Е. Пономаренко (Антонио), В. Дудник (Антон), Ю. Ткаченко (Катерина) | Национальная премия Украины имени Тараса Шевченко (1970)                                                                           |
| 1970 28 февраля  | Ярослав Мудрый                                                                  | Кочерга, Иван Антонович                                                                                        | Мешкис, Бронислав Викторович                                                                         | Лидер, Даниил Данилович                                         | А. Гашинский (Ярослав), В. Гончаров (Сильвестр), М. Герасименко (Анна) | |
| 1970 18 апреля   | Правда                                                                          | Корнейчук, Александр Евдокимович                                                                               | Алексидзе, Дмитрий Александрович                                                                     | Киприян М.                                                      | | |
| 1970 5 мая       | Маруся Богуславка                                                               | Старицкий, Михаил Петрович                                                                                     | Чайковский, Дмитрий Семёнович                                                                        | Нирод, Фёдор Фёдорович                                          | | Композитор Л. Ревуцкий |
| 1970 1 октября   | Верность                                                                        | Зарудный, Николай Яковлевич                                                                                    | Лизогуб, Владимир Сергеевич                                                                          | Лидер, Даниил Данилович                                         | | |
| 1970 8 ноября    | Кассандра                                                                       | Украинка, Леся                                                                                                 | Смеян, Сергей Константинович                                                                         | Нирод, Фёдор Фёдорович                                          | Ю. Ткаченко (Кассандра) | |
| 1970 31 декабря  | Робинзон Кукурузо                                                               | Нестайко, Всеволод Зиновьевич                                                                                  | Шкреба Павел Маркович                                                                                | Бобровников, Алексей Викторович                                 | | |
| 1971 6 февраля   | Житейское море                                                                  | Карпенко-Карый, Иван Карпович                                                                                  | Мешкис, Бронислав Викторович                                                                         | Лидер, Даниил Данилович                                         | | |
| 1971 27 марта    | Первый грех                                                                     | Коломиец, Алексей Федотович                                                                                    | Лизогуб, Владимир Сергеевич                                                                          | Лидер, Даниил Данилович                                         | | |
| 1971 12 мая      | В ночь лунного затмения                                                         | Карим, Мустай                                                                                                  | Смеян, Сергей Константинович                                                                         | Лидер, Даниил Данилович                                         | Н. Ужвий (Танкабике), А. Гашинский (Дервиш) | |
| 1971 26 мая      | Наследство                                                                      | Софронов, Анатолий Владимирович                                                                                | Ненашев В.                                                                                           | Улановский М.                                                   | | |
| 1971 2 ноября    | Страница дневника (восстановлено)                                               | Корнейчук, Александр Евдокимович                                                                               | Лизогуб, Владимир Сергеевич                                                                          | Лидер, Даниил Данилович                                         | | Композитор И. Шамо |
| 1971 3 декабря   | Человек из Ламанчи                                                              | Вассерман, Дейл Дерион Джо                                                                                     | Лизогуб, Владимир Сергеевич                                                                          | Лидер, Даниил Данилович                                         | | |
| 1971 31 декабря  | Приключения в королевстве Мясопотамии                                           | Кшесинский П.                                                                                                  | Мирошник Е.                                                                                          | Ключнек А.                                                      | | |
| 1972 12 марта    | За девятым порогом                                                              | Коломиец, Алексей Федотович                                                                                    | Смеян, Сергей Константинович                                                                         | Нирод, Фёдор Фёдорович                                          | | |
| 1972 15 апреля   | Дороги, которые мы выбираем                                                     | Зарудный, Николай Яковлевич                                                                                    | Смеян, Сергей Константинович                                                                         | Агранов, Вульф Иосифович                                        | | |
| 1972 20 мая      | Ой, не ходи Грицю…                                                              | Старицкий, Михаил Петрович                                                                                     | Скляренко, Владимир Михайлович                                                                       | Злочевский, Пётр Афанасьевич                                    | | |
| 1972 20 октября  | Горячее сердце                                                                  | Островский, Александр Николаевич                                                                               | Лизогуб, Владимир Сергеевич                                                                          | Лидер, Даниил Данилович                                         | | |
| 1973 1 января    | Обратный адрес                                                                  | Алексин, Анатолий Георгиевич                                                                                   | Степась С.                                                                                           | Шелковников А.                                                  | | |
| 1973 28 февраля  | Время жёлтых листьев                                                            | Зарудный, Николай Яковлевич                                                                                    | Смеян, Сергей Константинович                                                                         | Лидер, Даниил Данилович                                         | | |
| 1973 29 марта    | Лавровый венок                                                                  | Дмитерко, Любомир Дмитриевич                                                                                   | Смеян, Сергей Константинович Скибенко А.                                                             | Шелковников А.                                                  | | |
| 1973 8 мая       | Солдатская вдова                                                                | Анкилов Николай                                                                                                | Коломиец Р.                                                                                          | Улановский М.                                                   | В. Смиян-Берёзка (Марийка), М. Заднипровский (Степан), В. Плотникова (Полина) | |
| 1973 27 ноября   | Голубые олени                                                                   | Коломиец, Алексей Федотович                                                                                    | Лизогуб, Владимир Сергеевич                                                                          | Лидер, Даниил Данилович                                         | | |
| 1973 1 декабря   | Волынщик из Стракониц                                                           | Тыл, Йозеф Каэтан                                                                                              | Коломиец Р.                                                                                          | Френкель М.                                                     | | |
| 1973 29 декабря  | Две семьи                                                                       | Кропивницкий, Марк Лукич                                                                                       | Скибенко А.                                                                                          | Френкель М.                                                     | М. Копержинская (Настя), С. Станкевич (писарь), М. Герасименко (Зинка) | |
| 1974 12 марта    | Шоколадний солдатик                                                             | Шоу, Джордж Бернард                                                                                            | Равенских, Борис Иванович                                                                            | Кигель А.                                                       | | |
| 1974 13 апреля   | Недопетая песня                                                                 | Пидсуха, Александр Николаевич                                                                                  | Коломиец Р.                                                                                          | Улановский М.                                                   | | |
| 1974 18 мая      | Здравстуй, Припять!                                                             | Левада, Александр Степанович                                                                                   | Смеян, Сергей Константинович                                                                         | Лидер, Даниил Данилович                                         | | |
| 1974 12 октября  | Незабываемое                                                                    | Довженко, Александр Петрович                                                                                   | Лизогуб, Владимир Сергеевич                                                                          | Костюченко А.                                                   | | |
| 1974 30 ноября   | Такое длинное, длинное лето                                                     | Зарудный, Николай Яковлевич                                                                                    | Смеян, Сергей Константинович                                                                         | Лидер, Даниил Данилович                                         | | |
| 1974 30 декабря  | Айлобит-75                                                                      | Коростылёв, Вадим Николаевич                                                                                   | Коломиец Р.                                                                                          | Кириченко А.                                                    | | |
| 1975 19 марта    | Комендант Берлина                                                               | Собко, Вадим Николаевич                                                                                        | Лизогуб, Владимир Сергеевич                                                                          | Френкель М.                                                     | | |
| 1975 11 мая      | Кравцов                                                                         | Коломиец, Алексей Федотович                                                                                    | Смеян, Сергей Константинович                                                                         | Лидер, Даниил Данилович                                         | | |
| 1975 4 октября   | Каса маре                                                                       | Друцэ, Ион Пантелеевич                                                                                         | Коломиец Р.                                                                                          | Хемурару Ф.                                                     | | |
| 1975 16 декабря  | Под высокими звёздами                                                           | Зарудный, Николай Яковлевич                                                                                    | Смеян, Сергей Константинович                                                                         | Киприян М.                                                      | | |
| 1975 29 декабря  | Дед Мороз и Санта Клаус                                                         | Иловайский И.                                                                                                  | Стефурак М.                                                                                          | Лейферт В.                                                      | | |
| 1976 24 января   | Краковцы и горцы                                                                | Богуславский, Войцех                                                                                           | Красовский, Ежи (Польша)                                                                             | Красовский В. (Польша)                                          | | Композитор Я. Стефани (Польша) |
| 1976 17 февраля  | Власть                                                                          | Софронов, Анатолий Владимирович                                                                                | Смеян, Сергей Константинович Лизогуб, Владимир Сергеевич                                             | Улановский М.                                                   | | |
| 1976 4 мая       | Тени                                                                            | Салтыков-Щедрин, Михаил Евграфович                                                                             | Скибенко А.                                                                                          | Френкель М.                                                     | | |
| 1976 17 октября  | Золотые костры                                                                  | Шток, Исидор Владимирович                                                                                      | Лизогуб, Владимир Сергеевич                                                                          | Езепов М.                                                       | | |
| 1976 27 ноября   | Майская ночь                                                                    | Старицкий, Михаил Петрович по Н. Гоголю                                                                        | Коломиец Р.                                                                                          | Нирод, Фёдор Фёдорович                                          | | |
| 1976 30 декабря  | Перо Жар-птицы                                                                  | Нестайко, Всеволод Зиновьевич                                                                                  | Степась С.                                                                                           | Шелковников А.                                                  | | |
| 1977 26 февраля  | Перстень с бриллиантом                                                          | Левада, Александр Степанович                                                                                   | Скибенко А.                                                                                          | Нирод, Фёдор Фёдорович                                          | | |
| 1977 14 апреля   | Серебряная паутина                                                              | Коломиец, Алексей Федотович                                                                                    | Лизогуб, Владимир Сергеевич                                                                          | Беспальч Л.                                                     | | |
| 1977 21 мая      | Тыл                                                                             | Зарудный, Николай Яковлевич                                                                                    | Смеян, Сергей Константинович                                                                         | Герлован Б.                                                     | | |
| 1977 10 декабря  | У подножья ветоши                                                               | Яворов, Пейо                                                                                                   | Сейкова Н. (Болгария)                                                                                | Стойчев А. (Болгария)                                           | | |
| 1977 30 декабря  | Яношек и королева                                                               | Школьник А. | Табурянский Ю.                                                                                       | Несмиянов І.                                                    | | |
| 1978 4 марта     | Макбет                                                                          | Шекспир, Уильям                                                                                                | Смеян, Сергей Константинович                                                                         | Сумбаташвили, Иосиф Георгиевич                                  | | Композитор И. Шамо, перевод Борис Тен                                                                                              |
| 1978 20 мая      | …и стихли птицы                                                                 | Шемякин И. | Скибенко А.                                                                                          | Улановский М.                                                   | | |
| 1978 20 апреля   | Старым казачьим способом                                                        | Софронов, Анатолий Владимирович                                                                                | Коломиец Р.                                                                                          | Нирод, Фёдор Фёдорович                                          | | |
| 1978 1 декабря   | Суд и пламя                                                                     | Франко, Иван Яковлевич                                                                                         | Лизогуб, Владимир Сергеевич                                                                          | Ковальчук М.                                                    | Н. Ужвий (графиня Торская), Е. Пономаренко (отец Нестор) | По повести «Столпы общества» |
| 1979 27 января   | Дикий Ангел                                                                     | Коломиец, Алексей Федотович                                                                                    | Оглоблин, Владимир Николаевич                                                                        | Нирод, Ярослав Фёдорович                                        | В. Ивченко (Платон), М. Герасименко (Лида), Б. Ступка (Маляр) | Государственная премия СССР (1980)                                                                                                 |
| 1979 23 марта    | Маэстро, туш!                                                                   | Зарудный, Николай Яковлевич                                                                                    | Гриншпун, Изакин Абрамович                                                                           | Нирод, Ярослав Фёдорович                                        | | |
| 1979 4 мая       | Украденое счастье                                                               | Франко, Иван Яковлевич                                                                                         | Данченко, Сергей Владимирович                                                                        | Коштелянчук Святослав                                           | Марина Герасименко / Валентина Плотникова / Лариса Хоролец (Анна), Богдан Ступка (Мыкола), Степан Олексеенко / Виталий Розстальный (Михайло) | |
| 1979 4 июня      | Мартин Боруля                                                                   | Карпенко-Карый, Иван Карпович                                                                                  | Дальский, Владимир Михайлович                                                                        | Вербицкий С.                                                    | | Третья постановка пьесы в театре                                                                                                   |
| 1979 30 декабря  | Бесталанная                                                                     | Карпенко-Карый, Иван Карпович                                                                                  | Оглоблин, Владимир Николаевич                                                                        | Нирод, Ярослав Фёдорович                                        | | |
| 1979 31 декабря  | Дорога из Чёрного царства                                                       | Вербец, Альберт Васильевич                                                                                     | Вербец, Альберт Васильевич                                                                           | Левицкая М.                                                     | | |
| 1980 5 марта     | Дядя Ваня                                                                       | Чехов, Антон Павлович                                                                                          | Данченко, Сергей Владимирович                                                                        | Лидер, Даниил Данилович                                         | Е. Пономаренко (Телегин), Б. Ступка (Иван Петрович), Н. Гиляровская (Соня), М. Кропивницкая (Мария Васильевна) | Премьера состоялась в Москве. Государственная премия СССР (1980)                                                                   |
| 1980 28 марта    | Восемь любящих женщин                                                           | Тома, Робер | Бугаёв В.                                                                                            | Коштелянчук Святослав                                           | | |
| 1980 17 апреля   | Поединок                                                                        | Синельников, Лев Ильич                                                                                         | Данченко, Сергей Владимирович Оглоблин, Владимир Николаевич                                          | Коштелянчук Святослав                                           | | |
| 1980 27 мая      | Сон в летнюю ночь                                                               | Шекспир, Уильям                                                                                                | Козьменко-Делинде, Валентин Никитович                                                                | Козьменко-Делинде, Валентин Никитович                           | В. Абозопуло (Лисандр), Е. Слуцкая (Титания), В. Нечепоренко (Оберон) | |
| 1980 29 ноября   | За Сибирью солнце всходит                                                       | Зарудный, Николай Яковлевич                                                                                    | Ивченко В. (постановка) Степась С. (режиссёр)                                                        | Коштелянчук Святослав                                           | | |
| 1980 23 декабря  | Васса Железнова                                                                 | Горький Максим                                                                                                 | Оглоблин, Владимир Николаевич                                                                        | Нирод, Ярослав Фёдорович                                        | Ю. Ткаченко (Васса), Н. Гиляровская (Рашель), Н. Сумская (Людмила) | |
| 1980 30 декабря  | Викентий Премудрый                                                              | Стельмах, Ярослав Михайлович                                                                                   | Ильченко, Пётр Иванович                                                                              | Нирод, Ярослав Фёдорович                                        | | |
| 1981 23 февраля  | Гибель эскадры                                                                  | Корнейчук, Александр Евдокимович                                                                               | Данченко, Сергей Владимирович (постановка) Ивченко В. (режиссёр) Ильченко, Пётр Иванович (режиссёр)  | Лидер, Даниил Данилович                                         | | |
| 1981 31 мая      | Прощание в июне                                                                 | Вампилов, Александр Валентинович                                                                               | Козьменко-Делинде, Валентин Никитович                                                                | Козьменко-Делинде, Валентин Никитович                           | В. Троцюк (Колесов), М. Крамар (Золотуев) | |
| 1981 12 ноября   | Моя профессия — синьор из высшего света                                         | Скарниччи, Джулио Тарабузи, Ренцо                                                                              | Оглоблин, Владимир Николаевич                                                                        | Нирод, Ярослав Фёдорович                                        | А. Хостикоев (Леонида Папагатто) | Первая постановка пьесы |
| 1981 5 декабря   | Ретро                                                                           | Галин, Александр Михайлович                                                                                    | Лизогуб, Владимир Сергеевич Ильченко, Пётр Иванович                                                  | Нирод, Ярослав Фёдорович                                        | И. Цареградская (Людмила), Е. Пономаренко (Чмутин), Н. Копержинская (Нина Ивановна), Н. Ужвий (Роза Александровна) | |
| 1982 1 марта     | Конотопская ведьма                                                              | Квитка-Основьяненко, Григорий Фёдорович                                                                        | Данченко, Сергей Владимирович Афанасьев, Игорь Яковлевич                                             | Чечик А.                                                        | | Композитор Игорь Поклад |
| 1982 22 мая      | Камень русина                                                                   | Коломиец, Алексей Федотович                                                                                    | Алексидзе, Дмитрий Александрович                                                                     | Нижерадзе З.                                                    | | |
| 1982 27 июня     | Обочина                                                                         | Зарудный, Николай Яковлевич                                                                                    | Куница А.                                                                                            | Коштелянчук Святослав                                           | | |
| 1982 5 декабря   | Павлинка                                                                        | Купала Янка | Раевский В.                                                                                          | Герлован Б.                                                     | | |
| 1983 20 мая      | Благочестивая Марта                                                             | Молина Тирсо де                                                                                                | Оглоблин, Владимир Николаевич                                                                        | Нирод, Ярослав Фёдорович                                        | А. Хостикоев (Дон Филиппе) | Перевод с испанского Б. Стельмаха                                                                                                  |
| 1983 21 марта    | Дом, в котором переночевал бог                                                  | Фигейредо, Гильерме                                                                                            | Афанасьев, Игорь Яковлевич                                                                           | Коштелянчук Святослав                                           | | |
| 1983 13 сентября | Санитарный день                                                                 | Коломиец, Алексей Федотович                                                                                    | Оглоблин, Владимир Николаевич                                                                        | Коштелянчук Святослав                                           | | |
| 1983 9 ноября    | Визит старой дамы                                                               | Дюрренматт, Фридрих                                                                                            | Данченко, Сергей Владимирович                                                                        | Лидер, Даниил Данилович                                         | Н. Копержинская (Клер), С. Олексеенко (Илл), С. Станкевич (Бургомистр) | Диплом 1-й степени фестиваля «Флорар-88» (Молдова)                                                                                 |
| 1983 30 декабря  | Слёзы и смех                                                                    | Михалков, Сергей Владимирович                                                                                  | Ильченко, Пётр Иванович Проскурня С.                                                                 | Нирод, Ярослав Фёдорович                                        | | |
| 1984 15 февраля  | Регион                                                                          | Зарудный, Николай Яковлевич                                                                                    | Данченко, Сергей Владимирович Ильченко, Пётр Иванович                                                | Чечик А.                                                        | | |
| 1984 29 апреля   | Казалось бы, одно лишь слово…                                                   | Малышко, Андрей Самойлович                                                                                     | Данченко, Сергей Владимирович                                                                        | Лидер, Даниил Данилович                                         | | |
| 1984 26 мая      | Вечер                                                                           | Дударев, Алексей Ануфриевич                                                                                    | Митницкий, Эдуард Маркович                                                                           | Несмиянов И.                                                    | | |
| 1984 8 сентября  | Мата Хари                                                                       | Йорданов Н. | Кричмаров Х. (Болгария) (постановка), Ильченко, Пётр Иванович (режиссёр)                             | Стойчев А. (Болгария)                                           | | Перевод с болгарского В. Осьмак, стихи — В. Моруги. Композитор К. Ташев (Болгария)                                                 |
| 1984 8 октября   | Трибунал                                                                        | | Оглоблин, Владимир Николаевич                                                                        | Нирод, Ярослав Фёдорович                                        | | Перевод с белорусского Г. Лягушенко                                                                                                |
| 1984 26 декабря  | Выбор                                                                           | Бондарев Ю. | Данченко, Сергей Владимирович                                                                        | Лидер, Даниил Данилович                                         | | |
| 1985 13 января   | Карьера Артуро Уи                                                               | Брехт, Бертольт                                                                                                | Козьменко-Делинде, Валентин Никитович                                                                | Козьменко-Делинде, Валентин Никитович                           | | Спектакль малой сцены. Сыграно шесть спектаклей, после чего малая сцена была закрыта                                               |
| 1985 29 марта    | Фронт                                                                           | Корнейчук, Александр Евдокимович                                                                               | Афанасьев, Игорь Яковлевич                                                                           | Чечик А.                                                        | | |
| 1985 30 мая      | Удалой молодец — гордость Запада                                                | Синг, Джон Миллингтон                                                                                          | Оглоблин, Владимир Николаевич                                                                        | Нирод, Ярослав Фёдорович                                        | | Перевод с английского В. Митрофанова                                                                                               |
| 1985             | Рейс 012                                                                        | Бедзик, Юрий Дмитриевич                                                                                        | Митницкий, Эдуард Маркович                                                                           | Нирод, Ярослав Фёдорович                                        | | |
| 1985 27 декабря  | Потоп                                                                           | Коломиец, Алексей Федотович                                                                                    | Данченко, Сергей Владимирович                                                                        | Лидер, Даниил Данилович                                         | | |
| 1986 8 февраля   | Бронзовая фаза                                                                  | Зарудный, Николай Яковлевич                                                                                    | Данченко, Сергей Владимирович Маланчук Я.                                                            | Нирод, Ярослав Фёдорович                                        | | |
| 1986 12 марта    | Семейный детектив                                                               | Синельников, Лев Ильич                                                                                         | Оглоблин, Владимир Николаевич                                                                        | Нирод, Ярослав Фёдорович                                        | | |
| 1986 15 апреля   | Бунт женщин                                                                     | Хикмет Назым Комиссаржевская, Вера Фёдоровна                                                                   | Афанасьев, Игорь Яковлевич                                                                           | Севрюкова В.                                                    | | |
| 1986 20 декабря  | Энеида                                                                          | Котляревский, Иван Петрович                                                                                    | Данченко, Сергей Владимирович                                                                        | Чечик А.                                                        | А. Хостикоев (Эней), Б. Ступка (Котляревский) | Композитор С. Бедусенко. Лауреат международного фестиваля «Славянские встречи» (Беларусь, 1991)                                    |
| 1986 30 декабря  | Двенадцать месяцев                                                              | Маршак, Самуил Яковлевич                                                                                       | Ильченко, Пётр Иванович                                                                              | Вакарчук Алексей                                                | | |
| 1987 11 апреля   | Кабанчик                                                                        | Розов, Виктор Сергеевич                                                                                        | Оглоблин, Владимир Николаевич                                                                        | Нирод, Ярослав Фёдорович                                        | | |
| 1987 11 апреля   | Память                                                                          | Олейник, Борис Ильич                                                                                           | Нестантинер Марк                                                                                     | Карашевский В.                                                  | | Малая сцена |
| 1987 21 мая      | Аукцыон                                                                         | Гараева М. | Данченко, Сергей Владимирович                                                                        | Чечик А.                                                        | | Композитор С. Бедусенко |
| 1987 30 мая      | Шиндай!                                                                         | Афанасьев, Игорь Яковлевич                                                                                     | Афанасьев, Игорь Яковлевич                                                                           | Глейзер М.                                                      | | |
| 1987 5 декабря   | Мастер и Маргарита                                                              | Булгаков, Михаил Афанасьевич                                                                                   | Молостова, Ирина Александровна                                                                       | Чечик А.                                                        | А. Хостикоев (Воланд), С. Олексеенко (Мастер), П. Лазова (Маргарита) | По пьесе М. Рощина |
| 1987 27 декабря  | День рождения кота Леопольда                                                    | Хайт, Аркадий Иосифович                                                                                        | Афанасьев, Игорь Яковлевич                                                                           | Нирод, Ярослав Фёдорович                                        | | |
| 1988 27 февраля  | Мазепа                                                                          | Словацкий, Юлиуш                                                                                               | Зентарский В. (Польша)                                                                               | Кривша-Федорович Е. (Польша)                                    | | |
| 1988 10 марта    | Жанна                                                                           | Галин, Александр Михайлович                                                                                    | Ильченко, Пётр Иванович                                                                              | Нирод, Ярослав Фёдорович                                        | | |
| 1988 7 апреля    | Прощальный спектакль                                                            | Мюллер П. | Чечик А.                                                                                             | Чечик А.                                                        | | |
| 1988 25 апреля   | Женский стол в охотничьем зале                                                  | Мережко, Виктор Иванович                                                                                       | Эрин Б.                                                                                              | Краснов, Борис Аркадьевич                                       | | |
| 1988 18 октября  | Каменный властелин                                                              | Украинка, Леся                                                                                                 | Данченко, Сергей Владимирович                                                                        | Лидер, Даниил Данилович                                         | С. Олексеенко (Дон Жуан) | |
| 1988 23 декабря  | Рождественская ночь                                                             | Гоголь, Николай Васильевич                                                                                     | Афанасьев, Игорь Яковлевич                                                                           | Глейзер М.                                                      | | Композитор И. Поклад, текст песен М. Ткача                                                                                         |
| 1989 1 февраля   | Момент                                                                          | Винниченко, Владимир Кириллович                                                                                | Жолдак, Андрей Валерьевич                                                                            | Кириченко Т.                                                    | | |
| 1989 27 марта    | Даринка, Грыць и нечистая сила                                                  | Бойко В. | Ваврик Е.                                                                                            | Богатырёв О.                                                    | | |
| 1989 20 мая      | Путешествие в ночь                                                              | О’Нил, Юджин                                                                                                   | Кочевенко Ю.                                                                                         | Рыбасов М.                                                      | | |
| 1989 23 декабря  | Тевье-Тевель                                                                    | Горин, Григорий Израилевич                                                                                     | Данченко, Сергей Владимирович                                                                        | Лидер, Даниил Данилович                                         | Б. Ступка (Тевье), О. Ступка (Перчик), Н. Лотоцкая (Голда) | Пьеса «Поминальная молитва» создана по мотивам произведений Шолом-Алейхема                                                         |
| 1990 24 марта    | Царь Плаксий и Лоскотон                                                         | Симоненко, Василий Андреевич                                                                                   | Ильченко, Пётр Иванович                                                                              | Билецкий И.                                                     | | Пьеса В. Тульчина |
| 1990 27 мая      | Санаторийная зона                                                               | Хвылевой Микола                                                                                                | Данченко, Сергей Владимирович                                                                        | Глейзер М.                                                      | Л. Кубюк (Майя), С. Олексеенко (Анарх) | |
| 1990 23 июня     | Блэз                                                                            | Манье Клод | Опанасенко В.                                                                                        | Нирод, Ярослав Фёдорович                                        | | |
| 1990 14 декабря  | Сава Чалий                                                                      | Карпенко-Карый, Иван Карпович                                                                                  | Мерзликин, Николай Иванович                                                                          | Билецкий И.                                                     | | |
| 1990 29 декабря  | Грех                                                                            | Винниченко, Владимир Кириллович                                                                                | Опанасенко В.                                                                                        | Глейзер М.                                                      | С. Олексеенко (Сталинский), П. Лазова (Мария) | |
| 1991 16 марта    | Белая ворона                                                                    | Рыбчинский, Юрий Евгеньевич Татарченко, Геннадий Петрович                                                      | Данченко, Сергей Владимирович (постановка) Ильченко, Пётр Иванович (режиссёр)                        | Глейзер М. Кужелев М.                                           | Н. Сумская (Жанна), А. Хостикоев (Жюльен) | |
| 1991 2 июля      | В воскресенье утром зелье копала                                                | Кобылянская, Ольга Юлиановна                                                                                   | Опанасенко В.                                                                                        | Глейзер М.                                                      | | |
| 1991 1 декабря   | Засватана — не венчана                                                          | Бегма В. Ткач М.                                                                                               | Бегма В.                                                                                             | Ларионов Ю.                                                     | | |
| 1991 24 декабря  | Пошитися у дурні                                                                | Кропивницкий, Марк Лукич                                                                                       | Опанасенко В.                                                                                        | Опанасенко В.                                                   | | |
| 1992 22 февраля  | Призраки                                                                        | Де Филиппо, Эдуардо                                                                                            | Ильченко, Пётр Иванович                                                                              | Вакарчук Алексей                                                | | |
| 1992 9 мая       | Кто предал Брута?                                                               | Гоголь, Николай Васильевич                                                                                     | Моисеев, Станислав Анатольевич                                                                       | Александрович-Дочевский, Андрей Игоревич                        | | Пьеса А. Жолдака |
| 1992 29 октября  | Зимний вечер                                                                    | Старицкий, Михаил Петрович                                                                                     | Данченко, Сергей Владимирович                                                                        | Александрович-Дочевский, Андрей Игоревич                        | | |
| 1992 5 ноября    | Сто тысяч                                                                       | Карпенко-Карый, Иван Карпович                                                                                  | Опанасенко В.                                                                                        | Бариба В.                                                       | | |
| 1992 30 декабря  | Чудо в лесу                                                                     | Козлов Яков Семёнович                                                                                          | Ильченко, Пётр Иванович                                                                              | Заикин С.                                                       | | |
| 1993 1 февраля   | Записки сумасшедшего                                                            | Гоголь, Николай Васильевич                                                                                     | Сечин В.                                                                                             | Кульчицкий О.                                                   | Б. Ступка (Поприщин) | |
| 1993 2 марта     | Патетическая соната                                                             | Кулиш, Николай Гуриевич                                                                                        | Данченко, Сергей Владимирович                                                                        | Александрович-Дочевский, Андрей Игоревич                        | | |
| 1993 13 октября  | Огненный змей                                                                   | Яновская Л. | Опанасенко В.                                                                                        | Боженко В. Якимович В.                                          | | |
| 1993 25 декабря  | Лесная песня                                                                    | Украинка, Леся                                                                                                 | Чирипюк, Дмитрий Иванович                                                                            | Билецкий И.                                                     | А. Богданович (Лукаш), О. Батько (Мавка) | |
| 1994 18 февраля  | Росмерсхольм                                                                    | Ибсен, Генрик                                                                                                  | Данченко, Сергей Владимирович                                                                        | Александрович-Дочевский, Андрей Игоревич                        | Б. Ступка (Росмер), С. Олексеенко (Кроль) | |
| 1994 10 апреля   | Талан                                                                           | Старицкий, Михаил Петрович                                                                                     | Молостова, Ирина Александровна                                                                       | Рудюк Н.                                                        | | |
| 1994 28 июня     | С любовью не шутят                                                              | Кальдерон де ла Барка, Педро                                                                                   | Опанасенко В.                                                                                        | Рудюк Н.                                                        | | |
| 1994 12 октября  | Бред вдвоём                                                                     | Ионеско, Эжен                                                                                                  | Сечин В.                                                                                             | Рудюк Н.                                                        | Б. Ступка (Он), Н. Лотоцкая (Она) | |
| 1995 28 февраля  | Крошка Цахес                                                                    | Гофман, Эрнст Теодор Амадей                                                                                    | Данченко, Сергей Владимирович                                                                        | Александрович-Дочевский, Андрей Игоревич                        | Н. Сумская (Кандида), А. Хостикоев (Бальтазар) | Пьеса Я. Стельмаха |
| 1995 14 апреля   | Сны по Кобзарю                                                                  | Шевченко, Тарас Григорьевич                                                                                    | Козьменко-Делинде, Валентин Никитович                                                                | Козьменко-Делинде, Валентин Никитович                           | Б. Ступка (Поэт) | Драматизация «Кобзаря» |
| 1995 12 мая      | Словано близнецы                                                                | Фрейн, Майкл                                                                                                   | Гринберг И.                                                                                          | Ирискин М.                                                      | | |
| 1995 29 июня     | Гетьман Дорошенко                                                               | Старицкая-Черняховская Л.                                                                                      | Опанасенко В.                                                                                        | Бариба В.                                                       | | |
| 1995 11 ноября   | Житейское море                                                                  | Карпенко-Карый, Иван Карпович                                                                                  | Ильченко, Пётр Иванович                                                                              | Лазарев В.                                                      | | |
| 1995 17 декабря  | Берегись льва                                                                   | Стельмах, Ярослав Михайлович                                                                                   | Чирипюк, Дмитрий Иванович                                                                            | Александрович-Дочевский, Андрей Игоревич                        | | |
| 1996 27 февраля  | Мерлин, или Опустошённая страна                                                 | Дорст Танкред Эллер Урсула                                                                                     | Данченко, Сергей Владимирович                                                                        | Коштелянчук Святослав                                           | Б. Ступка (Мерлин), А. Богданович (Артур), А. Хостикоев (Модред) | Лауреат международного фестиваля в Мюнхене                                                                                         |
| 1996 20 апреля   | Боярыня                                                                         | Украинка, Леся                                                                                                 | Опанасенко В.                                                                                        | Бариба В.                                                       | | |
| 1996 30 апреля   | Камень на камень                                                                | Гьонс А. | Гринберг И.                                                                                          | Рудюк Н.                                                        | | |
| 1996 2 октября   | Укрощение строптивой                                                            | Шекспир, Уильям                                                                                                | Данченко, Сергей Владимирович                                                                        | Александрович-Дочевский, Андрей Игоревич                        | Т. Олексенко-Жирко (Катарина), А. Богданович (Петруччо) | Перевод Ивана Кочерги, Юрия Лисняка. Композитор С. Бедусенко                                                                       |
| 1996 20 декабря  | Украинский водевиль, или Выпьем и пойдём                                        | Кропивницкий, Марк Лукич                                                                                       | Моисеев, Станислав Анатольевич (постановка) Васильев С. (режиссёр)                                   | Рудюк Н.                                                        | | |
| 1997 4 ноября    | Король Лир                                                                      | Шекспир, Уильям                                                                                                | Данченко, Сергей Владимирович                                                                        | Александрович-Дочевский, Андрей Игоревич                        | Б. Ступка (Король Лир), И. Капинос (Корделия), В. Нечепоренко (Кент), В. Коляда (Шут) | Спектакль стал лауреатом IV международного фестиваля им. Антона Чехова (1998)                                                      |
| 1997 25 декабря  | Театральный роман                                                               | Ворфоломеев М.                                                                                                 | Новиков В. (студент ІV курса КНУТКиТ им. И. Карпенко-Карого)                                         | Гавриш О.                                                       | | |
| 1997             | Кармен                                                                          | Мериме, Проспер                                                                                                | Жолдак, Андрей Валерьевич                                                                            |                                                                 | | |
| 1998 22 марта    | Бал воров                                                                       | Ануй, Жан | Данченко, Сергей Владимирович (постановка) Ильченко, Пётр Иванович (режиссёр)                        | Рудюк Н.                                                        | | |
| 1998 21 мая      | Суета                                                                           | Карпенко-Карый, Иван Карпович                                                                                  | Опанасенко В.                                                                                        | Бариба В.                                                       | | |
| 1998 20 июня     | Алхимия счастья                                                                 | Янчарский Я.                                                                                                   | Мирошниченко О.                                                                                      | Дробная О.                                                      | | |
| 1998 14 ноября   | Смех и слёзы Дон Кихота                                                         | Сервантес, Мигель де                                                                                           | Сечин В. (Мюнхен, Германия)                                                                          | Фишель П.                                                       | | |
| 1999 26 февраля  | Три сестры                                                                      | Чехов, Антон Павлович                                                                                          | Жолдак, Андрей Валерьевич                                                                            | Абдусаломов Ш.                                                  | Н. Сумская (Маша), Н. Гиляровская (Ольга), О. Батько (Ирина), Б. Ступка (Чебутыркин) | |
| 1999 12 марта    | Швейк                                                                           | Гашек, Ярослав                                                                                                 | Гринишин, Мирослав Жолдак, Андрей Валерьевич                                                         | Нирод, Ярослав Фёдорович                                        | Б. Бенюк (Швейк), А. Хостикоев (Шпион, жандарм, святой отець, поручик Лукаш), М. Савка (Панночка) | Перевод Степана Масляка |
| 1999 22 апреля   | Интимная жизнь                                                                  | Кауард, Ноэл                                                                                                   | Опанасенко В.                                                                                        | Бариба В.                                                       | | |
| 1999 9 июня      | Кин IV                                                                          | Горин, Григорий Израилевич                                                                                     | Хостикоев, Анатолий Георгиевич                                                                       | Александрович-Дочевский, Андрей Игоревич                        | А. Хостикоев (Кин IV), А. Богданович (принц Уэльский) | |
| 1999 1 сентября  | Бременские музыканты                                                            | Энтин, Юрий Сергеевич Ливанов, Василий Борисович Гладков                                                       | Чирипюк, Дмитрий Иванович                                                                            | Рудюк Н.                                                        | В. Николаенко (Король), Т. Постников (Трубадур), В. Поликарпов (Сыщик) | Перевод Ярослава Стельмаха |
| 1999 18 сентября | Карьера Артуро Уи, которую можно было остановить                                | Брехт, Бертольт                                                                                                | Козьменко-Делинде, Валентин Никитович                                                                | Козьменко-Делинде, Валентин Никитович                           | Б. Ступка (Уи), М. Крамар (Догсборо), Л. Заднипровский, В. Ничипоренко, В. Мазур, Н. Лотоцкая, И. Дорошенко, Л. Смородина | Восстановленный спектакль 1985 года                                                                                                |
| 1999 15 октября  | Шельменко-денщик                                                                | Квитка-Основьяненко, Григорий Фёдорович                                                                        | Ильченко, Пётр Иванович                                                                              | Татаринов О.                                                    | В. Коляда (Шпак), Т. Горчинская (Фенна Степановна), А. Паламаренко (Скворцов), А. Гнатюк (Шельменко) | |
| 1999 24 декабря  | Любовь в стиле барокко                                                          | Карпенко-Карый, Иван Карпович                                                                                  | Данченко, Сергей Владимирович                                                                        | Александрович-Дочевский, Андрей Игоревич                        | А. Богданович (Граф), Ирина Дворянин (Оляна), Богдан Бенюк (Онисим), Василий Баша (Степан) | Пьеса Я. Стельмаха |
| 2000 23 марта    | За двумя зайцами                                                                | Старицкий, Михаил Петрович                                                                                     | Данченко, Сергей Владимирович (постановка) Ильченко, Пётр Иванович (режиссёр)                        | Александрович-Дочевский, Андрей Игоревич                        | А. Гнатюк (Голохвастов), П. Лозовая (Проня) | |
| 2000 1 июля      | Брат Чичиков                                                                    | Гоголь, Николай Васильевич                                                                                     | Дзекун, Александр Иванович                                                                           |                                                                 | | Пьеса Н. Садур по мотивам поэмы «Мертвые души». Перевод на украинский язык Ростислава Коломийца)                                   |
| 2000 14 октября  | Я, Генри II                                                                     | Голдмен, Джеймс                                                                                                | Кочевенко, Юрий                                                                                      | Медведь В.                                                      | | По мотивам пьесы «Лев зимой» |
| 2000 16 ноября   | Пигмалион                                                                       | Шоу, Джордж Бернард                                                                                            | Данченко, Сергей Владимирович (постановка) Кляпнёв С. (режиссёр)                                     | Александрович-Дочевский, Андрей Игоревич                        | Н. Сумская (Элиза Дулиттл), А. Хостикоев (Генри Хиггинс), В. Нечепоренко (Полковник Пикеринг), Б. Бенюк (Альфред Дулиттл) | Перевод Николая Павлова. Последняя постановка Сергея Данченко                                                                      |
| 2000 17 декабря  | Остров сокровищ                                                                 | Стивенсон, Роберт Льюис                                                                                        | Чирипюк, Дмитрий Иванович                                                                            | Рудюк Н.                                                        | | Пьеса Д. Черкасского и Д. Чирипюка                                                                                                 |
| 2001 27 января   | Маркиза де Сад                                                                  | Мисима Юкио | Приходько А.                                                                                         | Адамова П.                                                      | | |
| 2001 23 февраля  | Адвокат Мартиан                                                                 | Украинка, Леся                                                                                                 | Мирошниченко О.                                                                                      | Дробная О.                                                      | | |
| 2001 24 мая      | Леди и адмирал                                                                  | Реттиген, Теренс                                                                                               | Кочевенко, Юрий                                                                                      | Александрович-Дочевский, Андрей Игоревич                        | | |
| 2001 20 октября  | Отелло                                                                          | Шекспир, Уильям                                                                                                | Малахов, Виталий Ефимович                                                                            | Лобанов А.                                                      | А. Хостикоев (Отелло), О. Батько (Дездемона), Б. Бенюк (Яго), Г. Хостикоев (Родриго) | Композитор И. Небесный |
| 2001 9 ноября    | Визит старой дамы (восстановлено)                                               | Дюрренматт, Фридрих                                                                                            | Данченко, Сергей Владимирович (постановка) Чирипюк, Дмитрий Иванович (режиссёр)                      | Лидер, Даниил Данилович                                         | | |
| 2001 28 декабря  | Мартин Боруля                                                                   | Карпенко-Карый, Иван Карпович                                                                                  | Ильченко, Пётр Иванович                                                                              | Татаринов О.                                                    | В. Коляда (Мартин Боруля), Т. Горчинская (Палажка), Н. Заднепровский (Степан) | Четвёртая постановка пьесы в театре                                                                                                |
| 2002             | Букварь мира                                                                    | Сковорода, Григорий Саввич                                                                                     | Ануров, Александр Александрович                                                                      |                                                                 | | |
| 2002             | Мама, или Невкусное творение на два действия с эпилогом                         | Виткевич, Станислав Игнаций                                                                                    | Наймола Збигнев                                                                                      | Александрович-Дочевский, Андрей Игоревич                        | Т. Шляхова (Зофья), О. Ступка (Леон), Н. Лотоцкая (Янина) | |
| 2002             | Увертюра до свидания                                                            | Франко, Иван Яковлевич                                                                                         | Приходько А.                                                                                         | Адамова А.                                                      | | |
| 2002             | Трагикомедия о воскресении мёртвых                                              | Конинский Г.                                                                                                   | Приходько, Андрей                                                                                    | Нагорная Л.                                                     | А. Приходко (Терпение), Б. Бенюк (Отрада) | |
| 2003 2 мая       | Царь Эдип                                                                       | Софокл | Стуруа, Роберт Робертович                                                                            | Швелидзе М.                                                     | Б. Ступка (Царь Эдип), Н. Корпан (Иокаста), О. Ступка (Креонт) | Перевод Бориса Тена. Лауреат театрального фестиваля «Панорама» (2004, Минск)                                                       |
| 2003 21 декабря  | Эх, мушкетёры, мушкетёры…                                                       | Евтушенко, Евгений Александрович                                                                               | Чирипюк, Дмитрий Иванович                                                                            |                                                                 | О. Стальчук (д’Артаньян), В. Нечепоренко (Атос), В. Баша (Портос), О. Шаварский (Арамис), О. Батько (любимая д’Артаньяна), А. Богданович (Людовик XIV / узник в маске) | По пьесе «Ваш навсегда». Музыка Юрия Шевченко, перевод стихов Анатолия Навроцкого, перевод Владимира Иконникова и Дмитрия Чирипюка |
| 2003             | Ревизор                                                                         | Гоголь, Николай Васильевич                                                                                     | Афанасьев, Игорь Яковлевич                                                                           | Глейзер М.                                                      | О. Ступка (Хлестаков) | |
| 2003             | Премьера                                                                        | Кромвелл Дж.                                                                                                   | Билозуб, Александр Сергеевич                                                                         | Билозуб, Александр Сергеевич                                    | Ю. Ткаченко (Фанни), Н. Лотоцкая (Хекки) | |
| 2003             | Каин                                                                            | Байрон, Джордж Гордон                                                                                          | Приходько А.                                                                                         | Нагорная Л.                                                     | П. Панчук (Каин), В. Мазур (ангел) | |
| 2004             | Братья Карамазовы                                                               | Достоевский, Фёдор Михайлович                                                                                  | Одинокий, Юрий Дмитриевич                                                                            | Александрович-Дочевский, Андрей Игоревич                        | А. Богданович (Иван), О. Ступка (Смердяков), Л. Смородина (Хохлакова) | Спектакль удостоен удостоен премией «Киевская пектораль» в 8 номинациях                                                            |
| 2004 12 декабря  | Сентиментальний круиз                                                           | Кандала, Тамара                                                                                                | Ильченко, Пётр Иванович                                                                              |                                                                 | В. Нечепоренко (Александр), Б. Бенюк (Ян), И. Дорошенко (Елена), И. Мельник (Лиза), Н. Заднепровский (Карл) | Перевод Василия Неволова |
| 2004             | Истерия                                                                         | Джонсон, Терри                                                                                                 | Гладий, Григорий Степанович                                                                          | Ковальчук В.                                                    | Б. Ступка (Зигмунд Фрейд), А. Заднипровский (врач Иегуди), П. Лазовая (Джессика), О. Ступка (Сальвадор Дали) | |
| 2004             | Приданое любви                                                                  | Гарсиа Маркес, Габриэль                                                                                        | Кужельный, Алексей Павлович                                                                          | Чепелик О.                                                      | Л. Кадырова (Грасиела) | |
| 2005 3 марта     | Solo-мия                                                                        | | Билозуб, Александр Сергеевич                                                                         | Александрович-Дочевский, Андрей Игоревич                        | | |
| 2005 27 мая      | Наталка-Полтавка                                                                | Котляревский, Иван Петрович                                                                                    | Ануров, Александр Александрович                                                                      | Александрович-Дочевский, Андрей Игоревич                        | П. Панчук (Возный Тетерваковский), О. Батько (Горпына Терпилиха), Т. Михина, Н. Ярошенко (Наталка), П. Пискун (Петро), Т. Жирко (Мыкола) | В спектакле использована музыка Николая Лысенко, Олега Скрипки. Лауреат фестиваля искусств «Галичина» (Пшемысль)                   |
| 2005 14 октября  | Ромео и Джульетта                                                               | Шекспир, Уильям                                                                                                | Козьменко-Делинде, Валентин Никитович                                                                | Козьменко-Делинде, Валентин Никитович                           | Д. Чернов / В. Абозопуло (мл.) (Ромео), А. Савченко / К. Баша-Довженко (Джульетта), В. Абазопуло (Монтекки), И. Капинос (Синьора Монтекки), А. Логинов (Капулетти), И. Дворянин (Синьора Капулетти) | Перевод Ирины Стешенко |
| 2005             | Шякунтала                                                                       | Приходько Андрей по мотивам Махабхараты                                                                        | Приходько Андрей                                                                                     | Погребняк М.                                                    | | |
| 2005             | Новогодняя одиссея                                                              | Буковинец Дмитрий                                                                                              | Ромашенко Оксана Чирипюк, Дмитрий Иванович                                                           |                                                                 | Олег Зубковов, Ирина Дворянин, Александр Форманчук | |
| 2006 30 марта    | Соло для часов с боем                                                           | Заградник, Освальд                                                                                             | Билозуб, Александр Сергеевич                                                                         | Александрович-Дочевский, Андрей Игоревич                        | С. Станкевич (Франтишек Абель), А. Паламаренко (Райнер), З. Цесаренко (Пани Конти), О. Петухов (Хмелик), З. Цесаренко (пани Конти) | Перевод Василия Неволова |
| 2006 9 апреля    | Приключения черепашек ниндзя                                                    | Коваль, Ирена                                                                                                  | Ромашенко О.                                                                                         |                                                                 | | |
| 2006 7 декабря   | Виват, королева!                                                                | Болт, Роберт                                                                                                   | Кочевенко, Юрий                                                                                      | Рудюк Н.                                                        | Л. Смородина (Елизавета / Мария), В. Поликарпов (Дадли) | |
| 2006             | Голодный грех                                                                   | Стефаник, Василий Семёнович                                                                                    | Билозуб, Александр Сергеевич                                                                         | Карашевский В.                                                  | А. Форманчук (Гриць) | |
| 2006             | Дредноуты                                                                       | Гришковец, Евгений Валерьевич                                                                                  | Панчук, Пётр Фадеевич                                                                                |                                                                 | Н. Ярошенко (Она), А. Печерица (Он) | Театр в фойе |
| 2007 13 июня     | Малые супружеские преступления                                                  | Шмитт, Эрик-Эммануэль                                                                                          | Занусси, Кшиштоф (Польша)                                                                            | Старовийска Е. (Польша)                                         | И. Дорошенко (Лиза), А. Богданович (Жиль) | Перевод Неды Нежданой |
| 2007 25 декабря  | Женитьба Фигаро                                                                 | Бомарше, Пьер Огюстен Карон де                                                                                 | Одинокий, Юрий Дмитриевич                                                                            | Александрович-Дочевский, Андрей Игоревич                        | О. Ступка (Фигаро), А. Богданович (граф Альмавива), Т. Олексенко-Жирко (графиня), И. Дорошенко (Марселина) | Перевод Гната Юры, балетмейстер П. Ивлюшкин                                                                                        |
| 2007 28 декабря  | Кайдашева семья                                                                 | Нечуй-Левицкий, Иван Семёнович                                                                                 | Ильченко, Пётр Иванович                                                                              | Александрович-Дочевский, Андрей Игоревич                        | В. Коляда (Кайдаш), Н. Сумская (Кайдашиха), А. Форманчук (Карп), Н. Заднипровский (Лаврин) | |
| 2007             | Лев и Львица                                                                    | Коваль, Ирена                                                                                                  | Моисеев, Станислав Анатольевич                                                                       | Карашевский В.                                                  | Б. Ступка (Лев Толстой), П. Лазовая (Соня) | Лауреат международного фестиваля искусств (Гданьск, Польша)                                                                        |
| 2007             | Кавказский меловой круг                                                         | Брехт, Бертольт                                                                                                | Зайкаускас Линас (Литва)                                                                             | Мисюкова М. (Россия)                                            | Я. Гуревич (Адъютант), И. Дворянин (Натела) В. Абазопуло (губернатор), С. Прус (Анико) | |
| 2008 7 марта     | …Я вспоминаю… Амаркорд                                                          | Сикорская, Елена; Билозуб, Александр Сергеевич                                                                 | Билозуб, Александр Сергеевич                                                                         |                                                                 | | |
| 2008 23 мая      | Эдит Пиаф. Жизнь в кредит                                                       | Рыбчинский, Юрий Евгеньевич Васалатий, Виктория (комп.)                                                        | Афанасьев, Игорь Яковлевич                                                                           | Козьменко-Делинде, Валентин Никитович                           | В. Васалатий (Эдит Пиаф), К. Баша-Довженко (Симона), Т. Олексенко-Жирко (Белая леди), А. Водичев (Марсель Марсо) | Мюзикл |
| 2008             | Легенда про Фауста                                                              | Шпис; Марло; Гейсельбрехт                                                                                      | Приходько, Андрей                                                                                    | Погребняк М.                                                    | Б. Ступка (Фауст старый, Мефистофель), О. Ступка (Фауст молодой), Б. Бенюк (Каспер) | |
| 2008             | Все мы коты и кошки                                                             | Залите, Мара                                                                                                   | Козьменко-Делинде, Валентин Никитович                                                                | Козьменко-Делинде, Валентин Никитович                           | О. Сердюк (Германис), Л. Кадырова (Зента) | Перевод Александра Ирванца |
| 2009 13 февраля  | Назар Стодоля                                                                   | Шевченко, Тарас Григорьевич                                                                                    | Кочевенко, Юрий                                                                                      | Вакарчук Алексей                                                | Т. Жирко (Назар), А. Заднепровский (Фома Кичатый), Е. Медведева (Галя), Л. Смородина (Стеха), В. Нечепоренко (Гнат) | Третья постановка пьесы в театре                                                                                                   |
| 2009 4 апреля    | Женитьба                                                                        | Гоголь, Николай Васильевич                                                                                     | Козьменко-Делинде, Валентин Никитович                                                                | Козьменко-Делинде, Валентин Никитович                           | И. Дорошенко (Агафья Тихоновна), А. Богданович (Подколесин), Б. Бенюк (Кочкарёв), В. Мазур (Яичница), В. Коляда (Жевакин) | Перевод Остапа Вишни. Лауреат III международного фестиваля «Театр, Чехов, Ялта» (2010)                                             |
| 2009 30 апреля   | Два цветка цвета индиго                                                         | Билозуб, Александр Сергеевич                                                                                   | Билозуб, Александр Сергеевич                                                                         |                                                                 | Л. Руснак (Фрида Кало), Е. Фесуненко (Екатерина Билокур) | |
| 2009 май         | На поле крови                                                                   | Украинка, Леся                                                                                                 | Розстальный Юрий                                                                                     | Александрович, Фёдор Александрович                              | О. Ступка (Иуда), Д. Рыбалевский (Поломник) | |
| 2009 25 сентября | В воскресенье утром зелье копала                                                | Кобылянская, Ольга Юлиановна                                                                                   | Чирипюк, Дмитрий Иванович                                                                            | Александрович А.                                                | Алексей Паламаренко, Анастасия Добрынина, Александр Форманчук, Елена Фесуненко | Пьеса Неды Нежданой по мотивам одноимённой повести                                                                                 |
| 2009 20 ноября   | Скандальное происшествие с мистером Кэттлом и миссис Мун                        | Пристли, Джон Бойнтон                                                                                          | Одинокий, Юрий Дмитриевич                                                                            |                                                                 | В. Нечепоренко (Джордж Кэттл), О. Кондратюк (Мисис Твиг), К. Баша-Довженко (Моника Твиг) | Перевод Сергея Борщевского |
| 2009 26 декабря  | Котигорошек. И покатилась горошина…                                             | Навроцкий, Анатолий Павлович                                                                                   | Ильченко, Пётр Иванович                                                                              |                                                                 | | |
| 2010 10 апреля   | Дорогу красоте                                                                  | Винниченко, Владимир Кириллович                                                                                | Чепура, Екатерина Петровна                                                                           |                                                                 | | |
| 2010 20 июня     | Буря                                                                            | Шекспир, Уильям                                                                                                | Маслобойщиков, Сергей Владимирович                                                                   | Маслобойщиков, Сергей Владимирович                              | В. Мазур (Алонзо), В. Баша (Себастьян), А. Богданович (Просперо), Б. Бенюк (Антонио) | Украинский перевод Николая Бажана                                                                                                  |
| 2010 30 сентября | Грек Зорба                                                                      | Казандзакис, Никос                                                                                             | Малахов, Виталий Ефимович                                                                            | Погребняк М.                                                    | А. Хостикоев (Алексис Зорба), Н. Сумская (Гортензия), Т. Постников (Никос), В. Абазопуло (младший) (Павли), В. Абазопуло (Маврадони) | Перевод Анатолия Бондаренко. Лауреат театрального фестиваля «Золотые аплодисменты Буковины» (Черновцы)                             |
| 2010 24 декабря  | Урус-Шайтан                                                                     | Афанасьев, Игорь Яковлевич                                                                                     | Афанасьев, Игорь Яковлевич                                                                           | Якутович С.                                                     | В. Нечепоренко (Серко), В. Баша (Козак Шило), И. Мельник (Оксана) | Перевод Натальи Андриевской и Олега Карпяка                                                                                        |
| 2010             | Одинокая леди                                                                   | Афанасьев, Игорь Яковлевич                                                                                     | Ильченко, Пётр Иванович                                                                              | Богатырёва О.                                                   | Г. Яблонская (Олеся Богдановна), А. Печерица (Савва), А. Добрынина (Верочка) | |
| 2010             | Последняя плёнка Крэппа                                                         | Беккет, Сэмюэл                                                                                                 | Билозуб, Александр Сергеевич                                                                         | Билозуб, Александр Сергеевич                                    | Л. Сердюк (Креп) | |
| 2010             | Старая дама высиживает                                                          | Ружевич, Тадеуш                                                                                                | Хшановский З. (Польша)                                                                               | Лысик Е.                                                        | Л. Кадырова (Она) | |
| 2011 18 марта    | Фредерик или Бульвар преступлений                                               | Шмитт, Эрик-Эммануэль                                                                                          | Кочевенко, Юрий                                                                                      |                                                                 | А. Заднепровский (Фредерик Леметр), Л. Смородина (Мадемуазель Жорж), А. Добринина (Красавица), Б. Бенюк (Арель) | Перевод Неды Нежданой |
| 2011 28 апреля   | Романсы. Ностальгия                                                             | Себастьян, Михаил                                                                                              | Билозуб, Александр Сергеевич                                                                         |                                                                 | Л. Руснак (Неизвестная), А. Водичев (Учитель), А. Гнатюк (начальник вокзала) | По мотивам пьесы «Безымянная звезда»                                                                                               |
| 2011 23 сентября | Гимн демократической молодёжи                                                   | Жадан, Сергей Викторович                                                                                       | Одинокий, Юрий Дмитриевич                                                                            |                                                                 | Д. Рыбалевский (Сан Саныч), О. Стальчук (Гога Ломая), А. Зубков (Славик), К. Баша-Довженко (Марта) | |
| 2011 25 декабря  | Золушка                                                                         | Шварц, Евгений Львович                                                                                         | Ильченко, Пётр Иванович                                                                              |                                                                 | В. Васалатий (Золушка), И. Залуский (Принц), П. Москаль (Король) | |
| 2012 10 февраля  | Жена есть жена                                                                  | Чехов, Антон Павлович                                                                                          | Козьменко-Делинде, Валентин Никитович                                                                |                                                                 | П. Лазовая (Жена), Б. Бенюк (Муж) | Сцены из пьесы «Три сестры» |
| 2012 1 апреля    | Натусь                                                                          | Винниченко, Владимир Кириллович                                                                                | Чепура, Екатерина Петровна                                                                           |                                                                 | | |
| 2012 6 мая       | Перекрестные тропинки                                                           | Франко, Иван Яковлевич                                                                                         | Чирипюк, Дмитрий Иванович                                                                            | Александрович-Дочевский, Андрей Игоревич                        | А. Форманчук (Евгений Рафалович), Т. Михина (Регина), П. Панчук (Валериан Стальский) | |
| 2012 19 декабря  | Между небом и землёй                                                            | Афанасьев, Игорь Яковлевич                                                                                     | Афанасьев, Игорь Яковлевич                                                                           |                                                                 | | Перевод Жанны Боднарук |
| 2012             | Сон смешного человека                                                           | Достоевский, Фёдор Михайлович                                                                                  | Голенко Максим                                                                                       | Александрович, Фёдор Александрович                              | П. Панук (Смешной), Т. Михина (Смешная), Таисия Панченко (Смешное) | |
| 2012             | Момент любви                                                                    | Винниченко, Владимир Кириллович                                                                                | Жирко Т.                                                                                             |                                                                 | Е. Нищук (Он) | |
| 2012             | Мария                                                                           | Хшановский З. Кадырова, Лариса Хамидовна                                                                       | Хшановский З. (Польша)                                                                               | Хшановский З.                                                   | Л. Кадырова (Мария) | Лауреат V всеукраинского театрального фестиваля «Коломыйские представления» (Коломыя, 2013)                                        |
| 2012             | Я — наследник                                                                   | Филиппо, Эдуардо де                                                                                            | Зубков Алексей                                                                                       | Александрович, Фёдор Александрович                              | | |
| 2013 2 февраля   | Чайка                                                                           | Чехов, Антон Павлович                                                                                          | Козьменко-Делинде, Валентин Никитович                                                                | Козьменко-Делинде, Валентин Никитович                           | Д. Ступка (Треплев), А. Савченко (Нина), О. Ступка (Тригорин), Л. Смородина (Аркадина), В. Коляда (Шамраев) | |
| 2013 6 февраля   | Morituri te salutant                                                            | Стефаник, Василий Семёнович                                                                                    | Богомазов, Дмитрий Михайлович                                                                        | Друганов О.                                                     | Т. Михина, В. Баша, А. Печерица, А. Форманчук, И. Залуский | |
| 2013             | Стеклянный зверинец                                                             | Уильямс, Теннесси                                                                                              | Аркушенко Т.                                                                                         | Александрович, Фёдор Александрович                              | И. Дорошенко (Аманда), И. Залуский (Том) | |
| 2013 29 октября  | Дамы и гусары                                                                   | Фредро, Александр                                                                                              | Одинокий, Юрий Дмитриевич                                                                            | Вакарчук Алексей                                                | | |
| 2013             | Цветок чертополоха                                                              | Ворожбит, Наталья Анатольевна                                                                                  | Моисеев, Станислав Анатольевич                                                                       | Александрович-Дочевский, Андрей Игоревич                        | | Лауреат международного театрального фестиваля «Новый-2014» (Тбилиси, Грузия) и Золотой Лев (Львов, Украина)                        |
| 2014 30 апреля   | Живой труп                                                                      | Толстой, Лев Николаевич                                                                                        | Мархолия, Роман Михайлович                                                                           | Ковальчук Владимир                                              | А. Богданович (Протасов), О. Ступка (Каренин) Н. Сумская (Анна Дмитриевна / Анна Павловна) | |
| 2014 5 июня      | Моя профессия — синьор из высшего света                                         | Скарниччи, Джулио Тарабузи, Ренцо                                                                              | Хостикоев, Анатолий Георгиевич                                                                       | Нирод, Ярослав Фёдорович                                        | Заднепровский, Назар Александрович (Леонида Папагатто) | Вторая постановка пьесы (первая — 1981 год)                                                                                        |
| 2014 11 ноября   | Хозяин                                                                          | Карпенко-Карый, Иван Карпович                                                                                  | Ильченко, Пётр Иванович                                                                              | Гавриш О.                                                       | Владимир Коляда (Пузырь), О. Стальчук (Феноген), Заднепровский, Назар Александрович (Маюфес) | |
| 2014             | Такая её судьба                                                                 | Моисеев, Станислав Анатольевич по поэзии Т. Шевченко                                                           | Моисеев, Станислав Анатольевич                                                                       | Карашевский В.                                                  | | Лауреат IV международного театрального фестиваля «Сцена. Человечество» (Черкассы)                                                  |
| 2014             | Носороги                                                                        | Ионеско, Эжен                                                                                                  | Приходько Андрей                                                                                     | Полищук О.                                                      | Д. Завадский (Беранже) Виктория Васалатий (Дези) | Композитор Виктория Васалатий |
| 2014             | Дневники Майдана                                                                | Ворожбит, Наталья Анатольевна                                                                                  | Май А.                                                                                               | Май А.                                                          | | Спектакль посвящён Героям Небесной сотни                                                                                           |
| 2015 23 апреля   | Эрик XIV                                                                        | Стриндберг, Август                                                                                             | Моисеев, Станислав Анатольевич                                                                       |                                                                 | Е. Нищук (Эрик XIV), А. Богданович (Йёран Перссон) | Первая постановка пьесы на украинской сцене                                                                                        |
| 2015 11 июня     | Великие комбинаторы                                                             | Ильф и Петров                                                                                                  | Чирипюк, Дмитрий Иванович                                                                            | Бевза Владимир                                                  | А. Гнатюк (Остап Бендер), Лесь Заднепровский (Киса Воробьянинов) | |
| 2015 15 октября  | Лес                                                                             | Островский, Александр Николаевич                                                                               | Богомазов, Дмитрий Михайлович                                                                        | Друганов, Александр Павлович                                    | Н. Сумская (Раиса Павловна Гурмыжская), А. Хостикоев (Геннадий Несчастливцев), В. Баша (Аркадий Счастливцев) | |
| 2016 9 апреля    | Ричард III                                                                      | Шекспир, Уильям                                                                                                | Варсимашвили, Автандил Эдуардович (Грузия)                                                           | Швелидзе Мирони (Грузия)                                        | Василий Мазур (король Эдуард IV), Остап Ступка (Георг, герцог Кларенс), Богдан Бенюк (Ричард III), Алексей Богданович (герцог Бекингем), Анжелика Савченко / Наталия Ненужная (королева Елизавета), Наталия Корпан / Татьяна Михина (королева Маргарита), Ирина Дорошенко / Людмила Смородина (герцогиня Йоркская) | |
| 2016             | Несравненная                                                                    | Квилтер Питр                                                                                                   | Хостикоев, Анатолий Георгиевич                                                                       |                                                                 | | |
| 2016 16 декабря  | Три товарища                                                                    | Ремарк, Эрих Мария                                                                                             | Одинокий, Юрий Дмитриевич                                                                            | Александрович-Дочевский, Андрей Игоревич                        | Е. Нищук (Роберт Локамп), А. Богданович (Отто Кестер), А. Печерица (Готфрид Ленц), Л. Смородина (Фрау Залевски) | |
| 2017             | Скупой, или Школа лжи                                                           | Мольер | Ильченко, Пётр Иванович                                                                              | Вакарчук Алексей                                                | П. Панчук (Гарпагон) | |
| 2017 17 ноября   | Разбитый кувшин                                                                 | Клейст, Генрих фон                                                                                             | Мархолия, Роман Михайлович                                                                           | Ковальчук Владимир                                              | А. Богданович / Александр Заднипровский (Вальтер), О. Ступка (Адам) Олег Стальчук (Лихт) | |
| 2017 24 декабря  | Джельсомино в стране лжецов                                                     | Штайн, Диана (по мотивам Джанни Родари)                                                                        | Штайн, Диана                                                                                         | Маркуш Катерина                                                 | П.Пискун / П.Шпегун (Джельсомино), Д. Ступка (Бананито), И.Капинос (Парикмахер) | |
| 2018 20 июня     | Идиот                                                                           | Достоевский, Фёдор Михайлович                                                                                  | Одинокий, Юрий Дмитриевич                                                                            | Друганов Александр                                              | А. Печерица (Князь Мышкин), Д. Рыбалевский (Парфён Рогожин), А. Савченко (Настасья Филипповна Барашкова) | |